# XII округ Парижа
12-й округ Парижа (фр. 12e arrondissement de Paris или фр. Arrondissement de Reuilly) — один из 20 муниципальных округов Парижа. Назван в честь исторического замка Рёйи; в просторечии парижане называют его le douzième («двенадцатый»).

## География

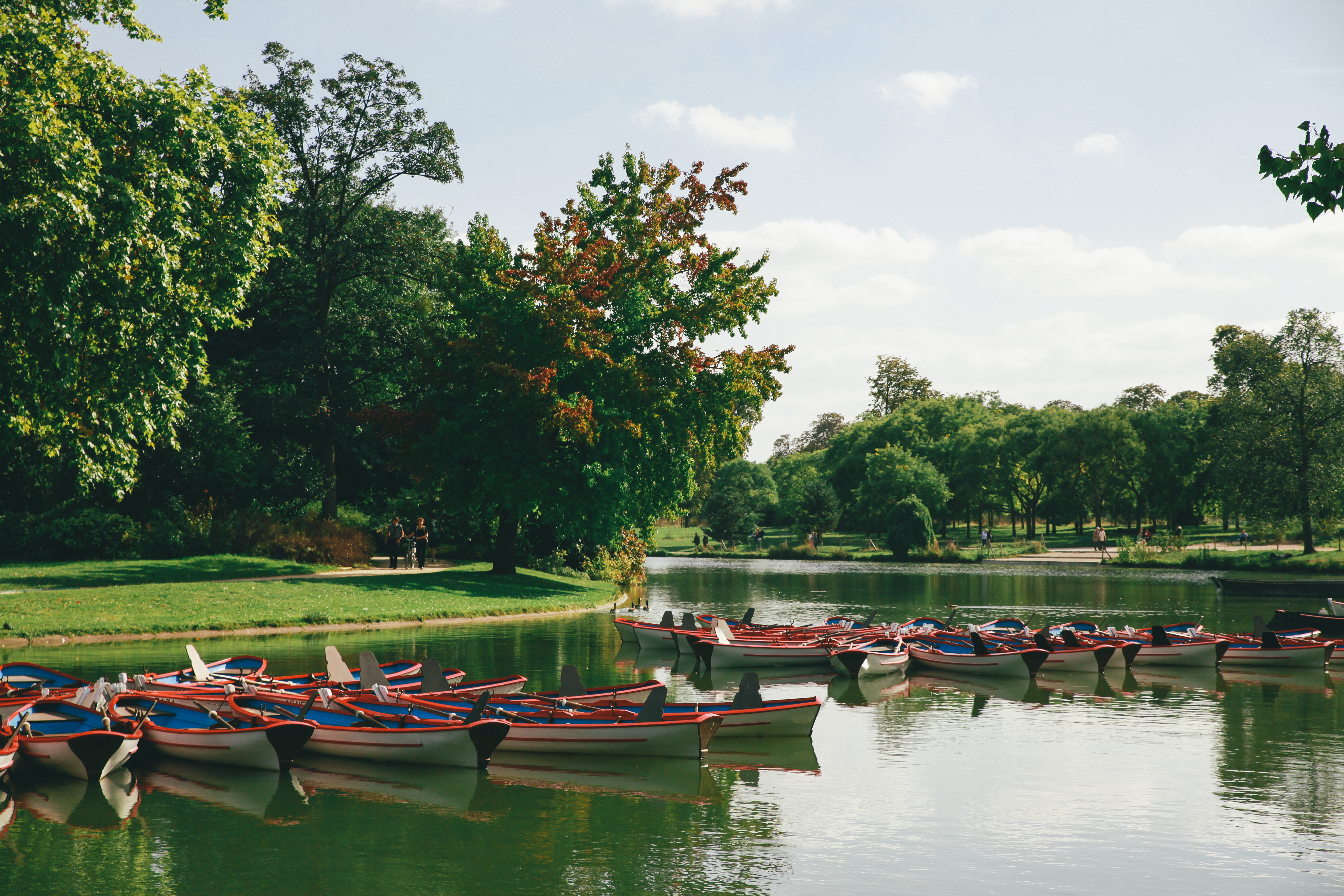
Озеро Домениль

12-й округ расположен в восточной части города. Это первый округ правого берега Сены, если следовать течению реки. На севере он граничит с 11-м и 20-м округами, на западе — с 4-м округом, на юго-западе омывается Сеной (на противоположном берегу расположен 13-й округ), на востоке граничит с коммунами Сен-Манде и Шарантон-ле-Пон (граница проходит по бульвару Периферик). 
Территория 12-го округа также включает Венсенский лес, расположенный восточнее городской застройки за кольцевой автодорогой. Без Венсенского леса (9,95 км²) площадь 12-го округа составляет 6,37 км², что ставит его на 5-е место среди округов Парижа. Если учитывать территорию Венсенского леса, то общая площадь 12-го округа составляет 16,32 км², что делает его вторым по площади округом Парижа (после 16-го округа с Булонским лесом); суммарно 12-й округ занимает 15 % территории города.
Обширный Венсенский лес на северо-западе граничит с коммуной Сен-Манде, на севере — с коммуной Венсен, на северо-востоке — с коммуной Фонтене-су-Буа, на востоке — с коммуной Ножан-сюр-Марн, на юго-востоке — с коммуной Жуанвиль-ле-Пон, на юге — с коммунами Сен-Морис и Шарантон-ле-Пон. В Венсенском лесу имеются четыре небольшие озера — Домениль, Миним, Сен-Манде и Гравель; по территории парка протекает небольшая река Гравель, рядом с границами леса протекает река Марна.

## История

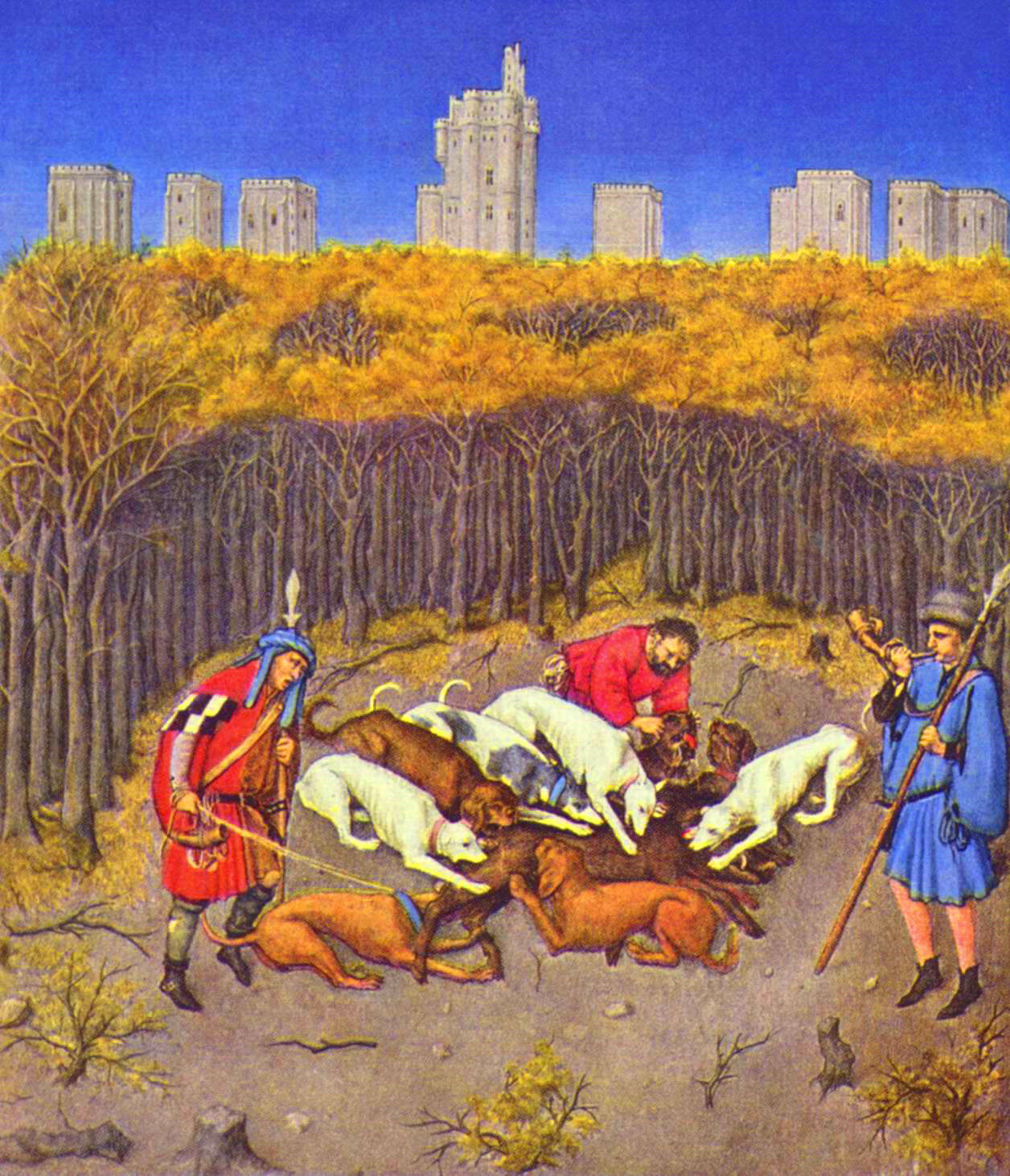
Охота в Венсенском лесу. Картина XV века

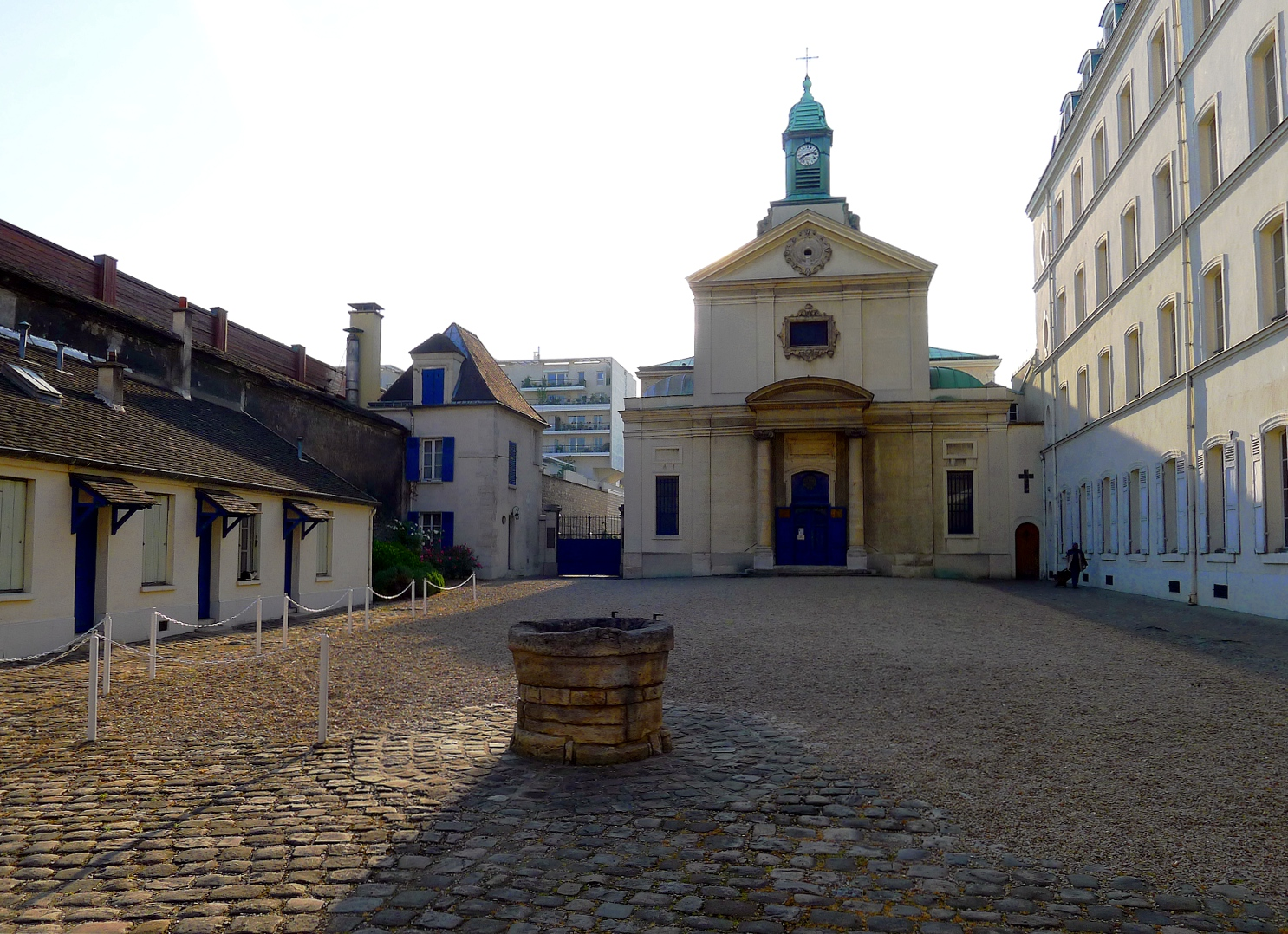
Часовня у входа на кладбище Пикпюс

Во время строительных работ в Берси на берегу Сены были обнаружены остатки поселения эпохи неолита и древние долблёные пироги. В римскую эпоху здесь находились обширные болота, через которые проходила важная дорога из Лютеции в Мо. Когда король франков Гуго Капет поселился на острове Сите, он использовал Венсенский лес в качестве своих охотничьих угодий. В правление Филиппа II Августа лес был обнесён стеной длиной 12 км, а на месте старого охотничьего домика была возведена королевская резиденция.
В 1204 году за крепостными стенами Парижа было основано укреплённое цистерцианское аббатство Святого Антония, вокруг которого вырос рабочий пригород Фобур-Сен-Антуан. Здесь процветало столярное дело, в том числе производство мебели для королевского двора. В правление короля Филиппа VI на территории резиденции была построена тюрьма, вокруг которой со временем вырос Венсенский замок. Король Людовик XIV отказался от Венсенского замка, перенеся свою резиденцию в роскошный Версальский дворец.
В XVII веке в Фобур-Сен-Антуан была основана Королевская мануфактура зеркал, стоявшая у истоков современной корпорации Saint-Gobain. Кроме того, в XVII веке вдоль Сены стали появляться роскошные загородные поместья французской аристократии, которая на лето уезжала из пыльного центра Парижа. К концу XVIII века было завершено строительство Стены генеральных откупщиков, имевшей несколько таможенных застав («барьеров»). Ремесленники из Фобур-Сен-Антуан принимали активное участие в Великой французской революции (1789—1799), Июльской революции (1830), Февральской революции (1848), Сентябрьской революции (1870) и Парижской коммуне (1871). В 1841 — 1844 годах на территории округа была возведена Тьерская городская стена. В 1849 году открылся Лионский вокзал; в 1854 году был проложен бульвар Дидро; в 1859 году — проспект Домениль, а также открылся Бастильский вокзал и железная дорога, соединившая площадь Бастилии с Венсеном (сегодня виадук этой бывшей линии используется под мастерские художников).
Между 1855 и 1866 годами по приказу Наполеона III был реконструирован Венсенский лес. XII округ был создан указом от 16 июня 1859 года (к территории округа были добавлены часть деревни Берси с обширными винными складами и часть деревни Сен-Манде). В 1876 году на проспекте Домениль была построена мэрия 12-го округа. По случаю Всемирной выставки в 1898 году была разрушена тюрьма Мазас, находившаяся напротив Лионского вокзала. В 1926 году Венсенский лес был включён в состав округа, в 1931 году в нём проводилась Международная колониальная выставка. Во второй половине XX века был построен жилой квартал многоэтажных домов Остров Сен-Элуа, в котором осело много иммигрантов. В июне 1988 года в результате столкновения пригородных поездов на Лионском вокзале погибло 56 человек, ещё 57 были ранены. В 1989 году на месте снесённого Бастильского вокзала открылась Опера Бастилии.

## Население

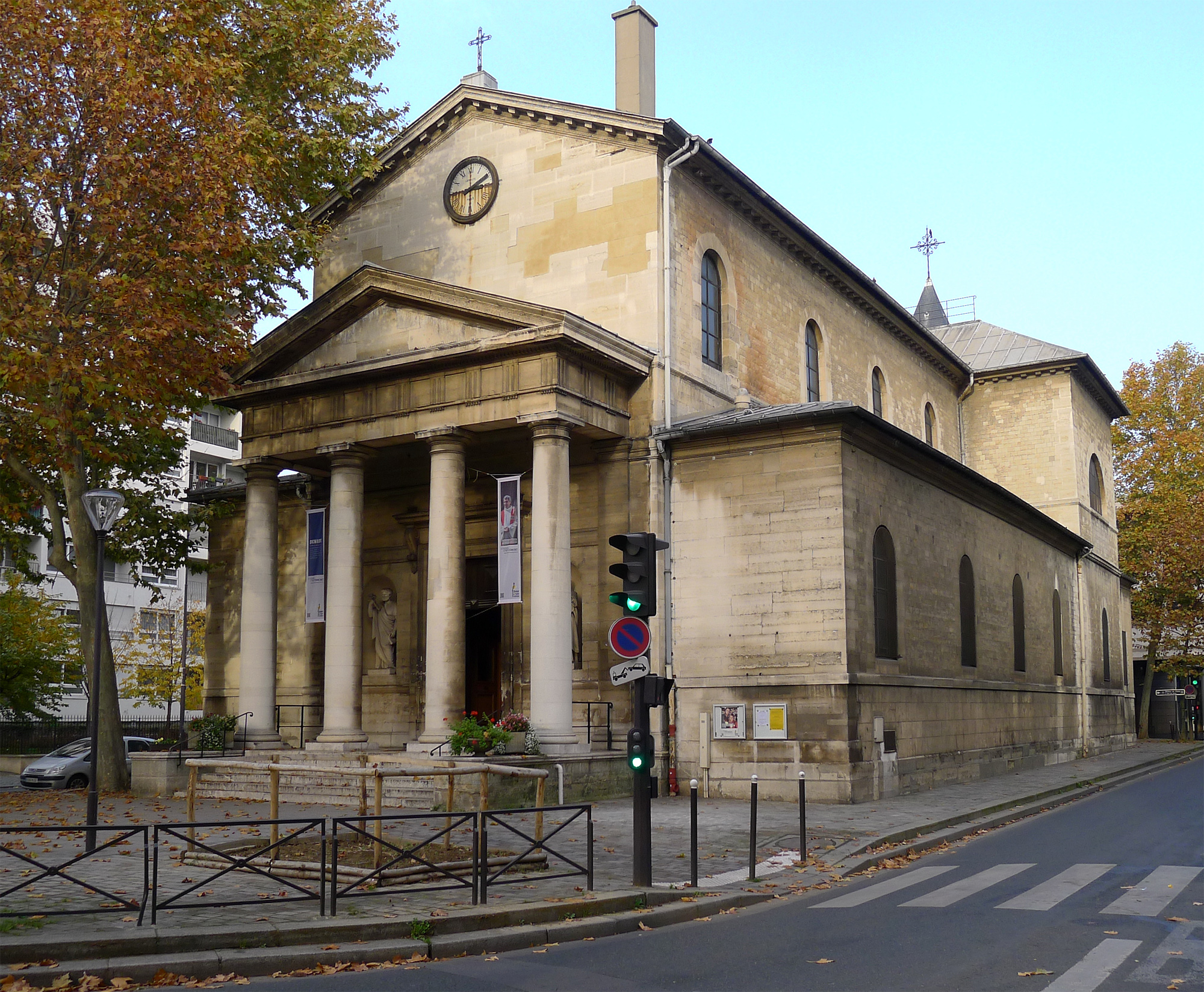
Церковь Нотр-Дам-де-ла-Нативите в Берси

В 2021 году численность населения 12-го округа составила 140 954 человек, плотность — 8 637 чел/км². В округе базируется Буддийский союз Франции.
| Год  | Население | Плотность населения (чел/км²) |
| ---- | --------- | ----------------------------- |
| 1962 | 161 574   | 25 337                        |
| 1968 | 155 982   | 24 460                        |
| 1975 | 140 900   | 22 095                        |
| 1982 | 138 015   | 21 643                        |
| 1990 | 130 257   | 20 426                        |
| 1999 | 136 591   | 21 419                        |

## Органы местного управления

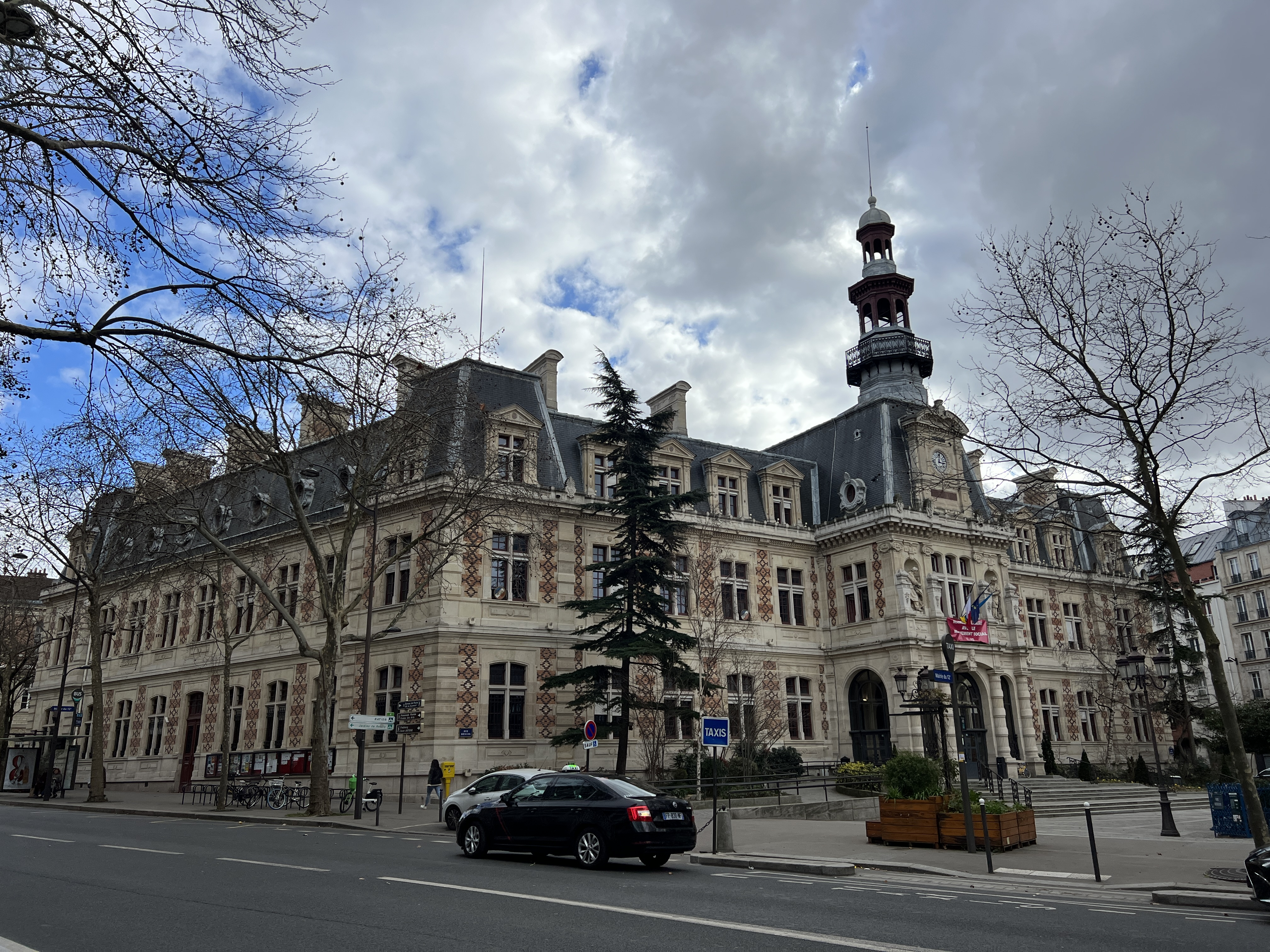
Мэрия XII округа

В 1983—1995 годах мэром XII округа был Поль Пернен; в 1995—2001 годах пост мэра занимал его сын Жан-Франсуа Пернен из Союза за французскую демократию. С 2001 года мэром был член Социалистической партии Мишель Блюменталь, с 2014 года — социалистка Катрин Баратти-Эльбаз; в 2020 году на пост мэра XII округа была избрана Эмманюэль Пьер-Мари из партии «Экологистов».
- Адрес мэрии: 130, авеню Домениль[фр.].

## Административное деление
Округ делится на четыре квартала:
- № 45 Бель-Эр[фр.] (Quartier du Bel-Air)
- № 46 Пикпюс[фр.] (Quartier de Picpus)
- № 47 Берси (Quartier de Bercy)

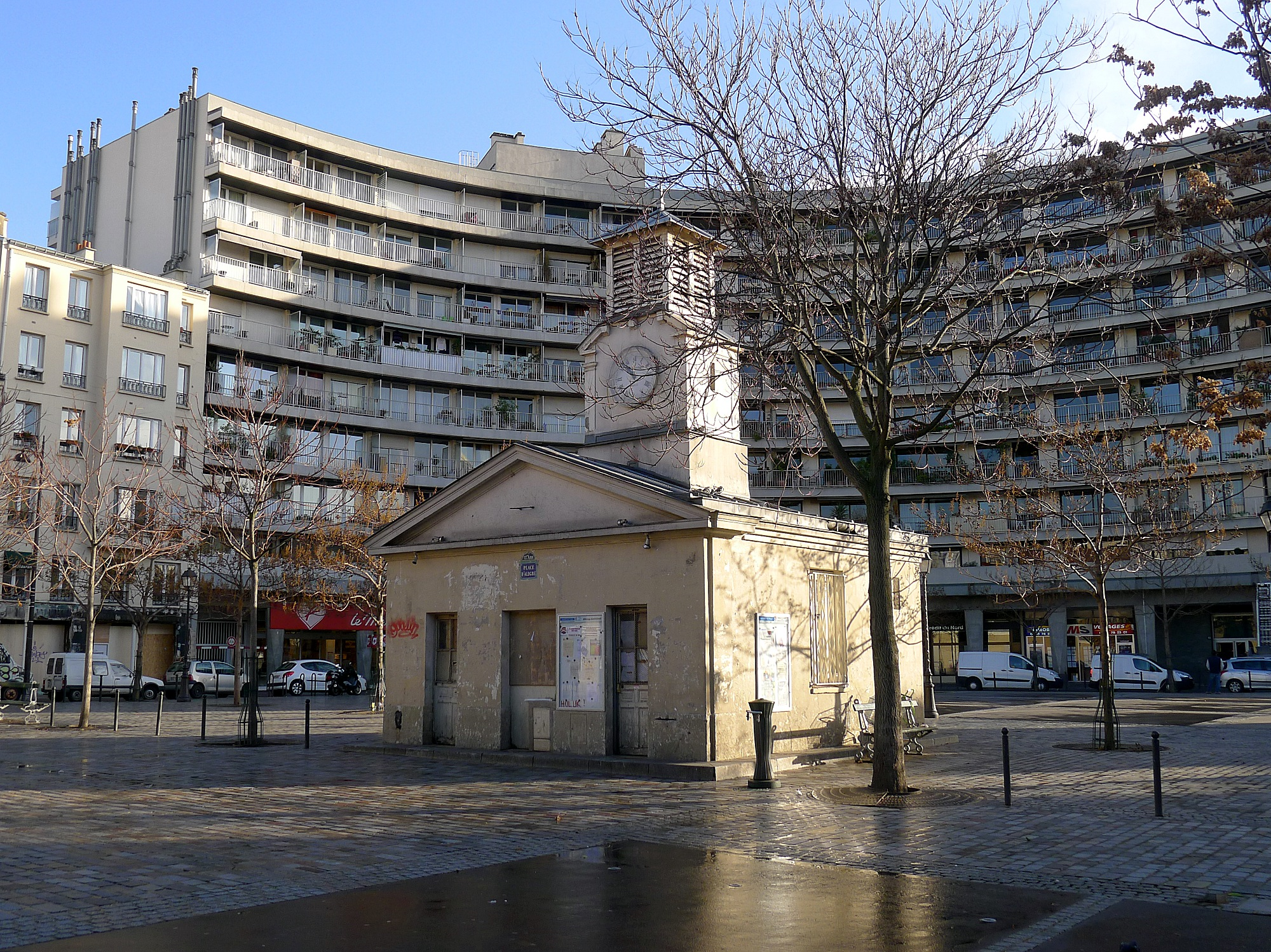
Малая мэрия в квартале Алигре

- № 48 Кенз-Вэн[фр.] (Quartier des Quinze-Vingts)

Помимо административных кварталов, в XII округе имеется и два исторических квартала — Алигре и Рёйи.

## Государственные учреждения

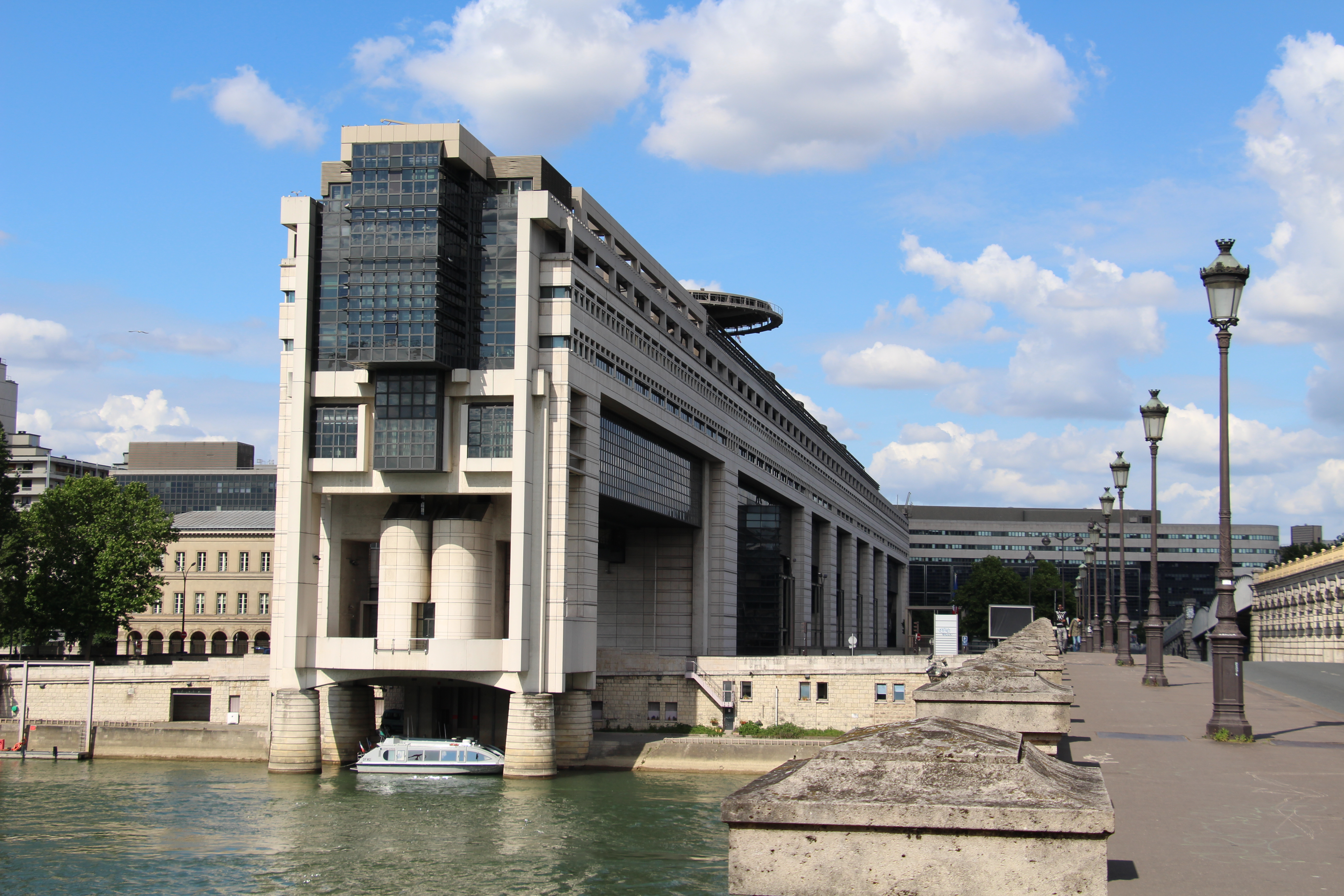
Министерство экономики и финансов

- Министерство экономики и финансов Франции
  - Главное управление государственных финансов[фр.]
- Министерство промышленности Франции[фр.]
- Министерство ремёсел, торговли и туризма Франции[фр.]
- Главное управление администрации и государственной службы[фр.]
- Антикоррупционная ассоциация Anticor[фр.]
- Военная база Форт Венсен[фр.]
- Военная база Квартал Карно[фр.] (казармы Республиканской гвардии)
- Центр административного задержания Париж 1[фр.]

## Экономика и транспорт

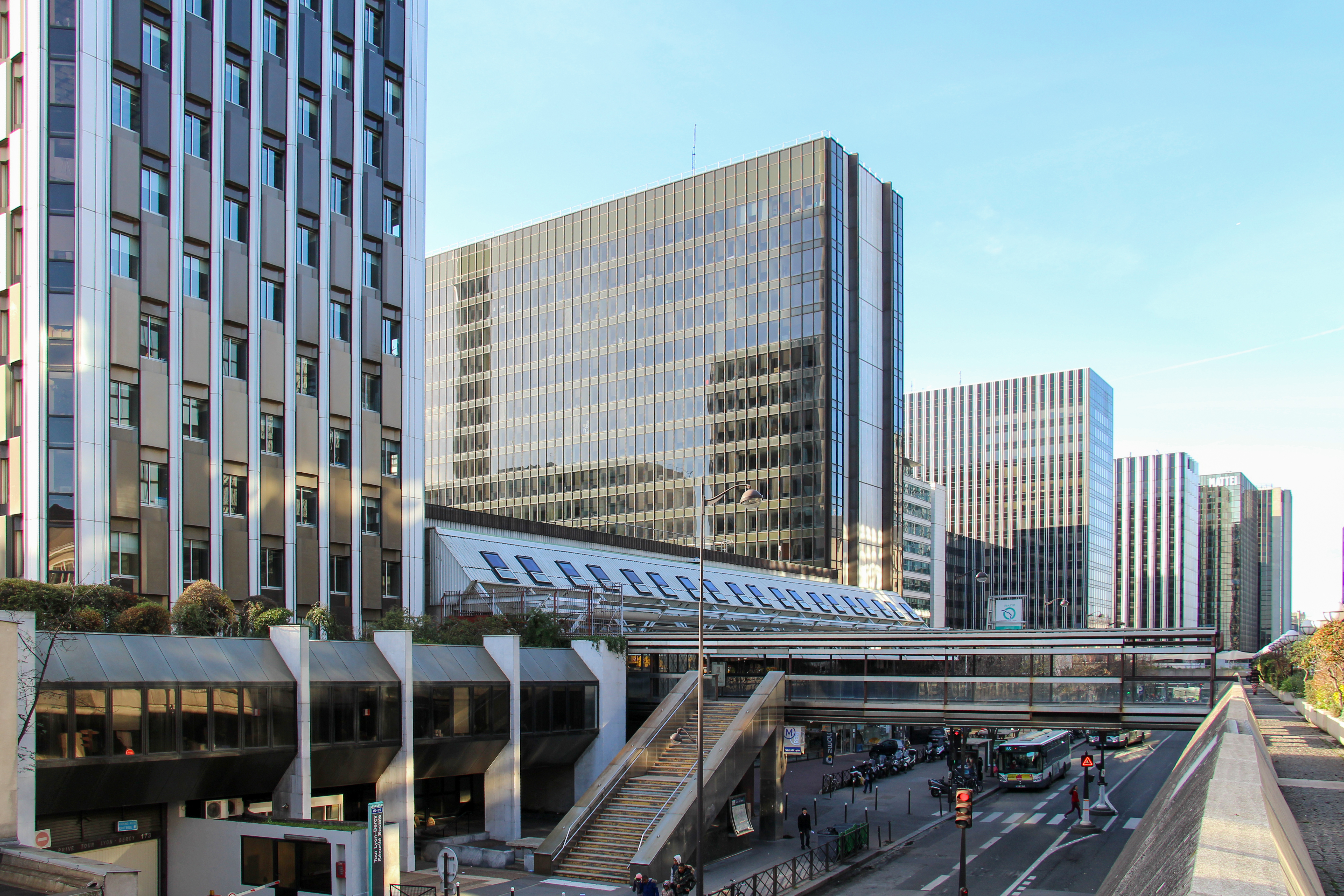
Деловой район вдоль улицы Берси

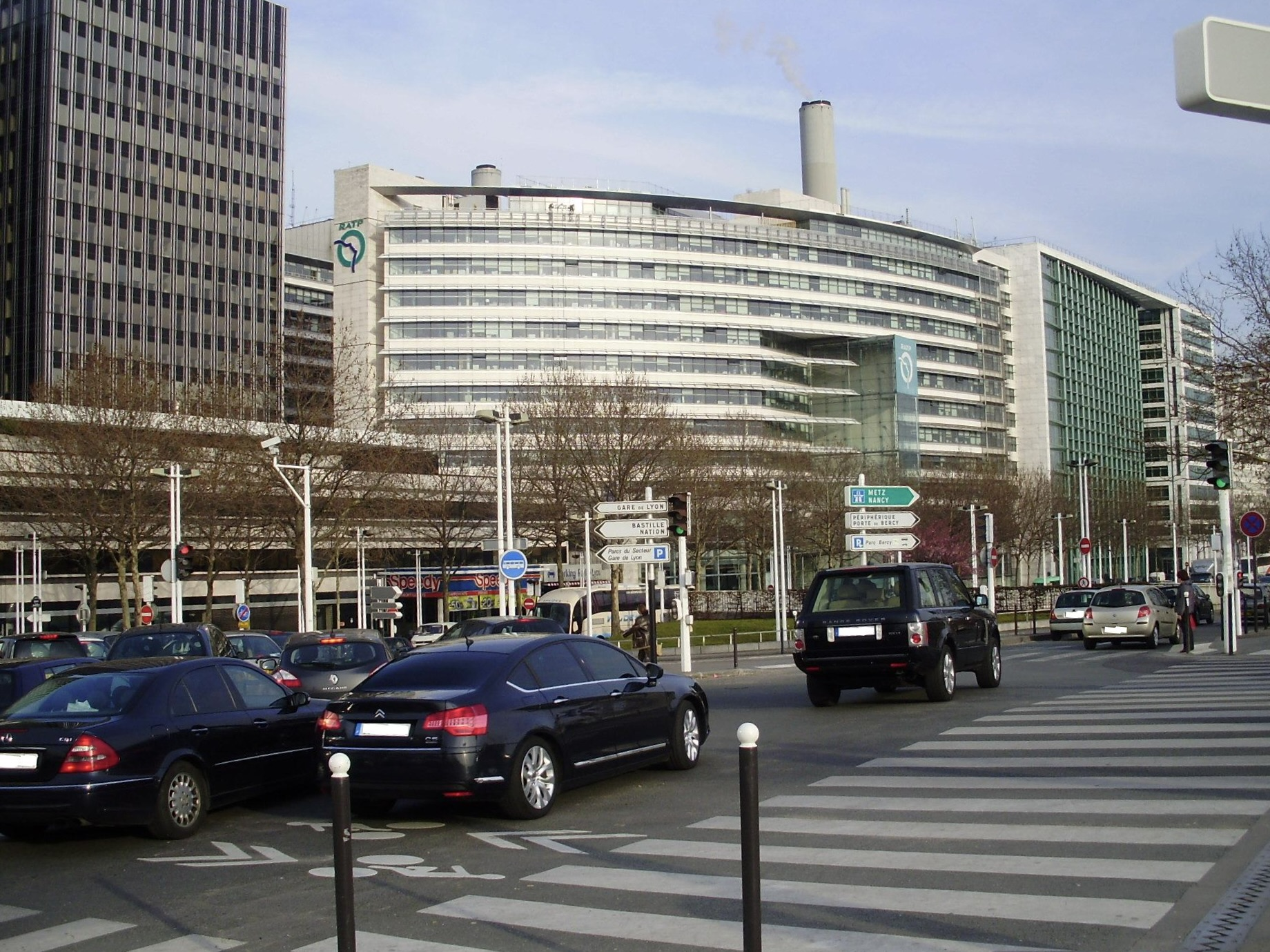
Штаб-квартира RATP

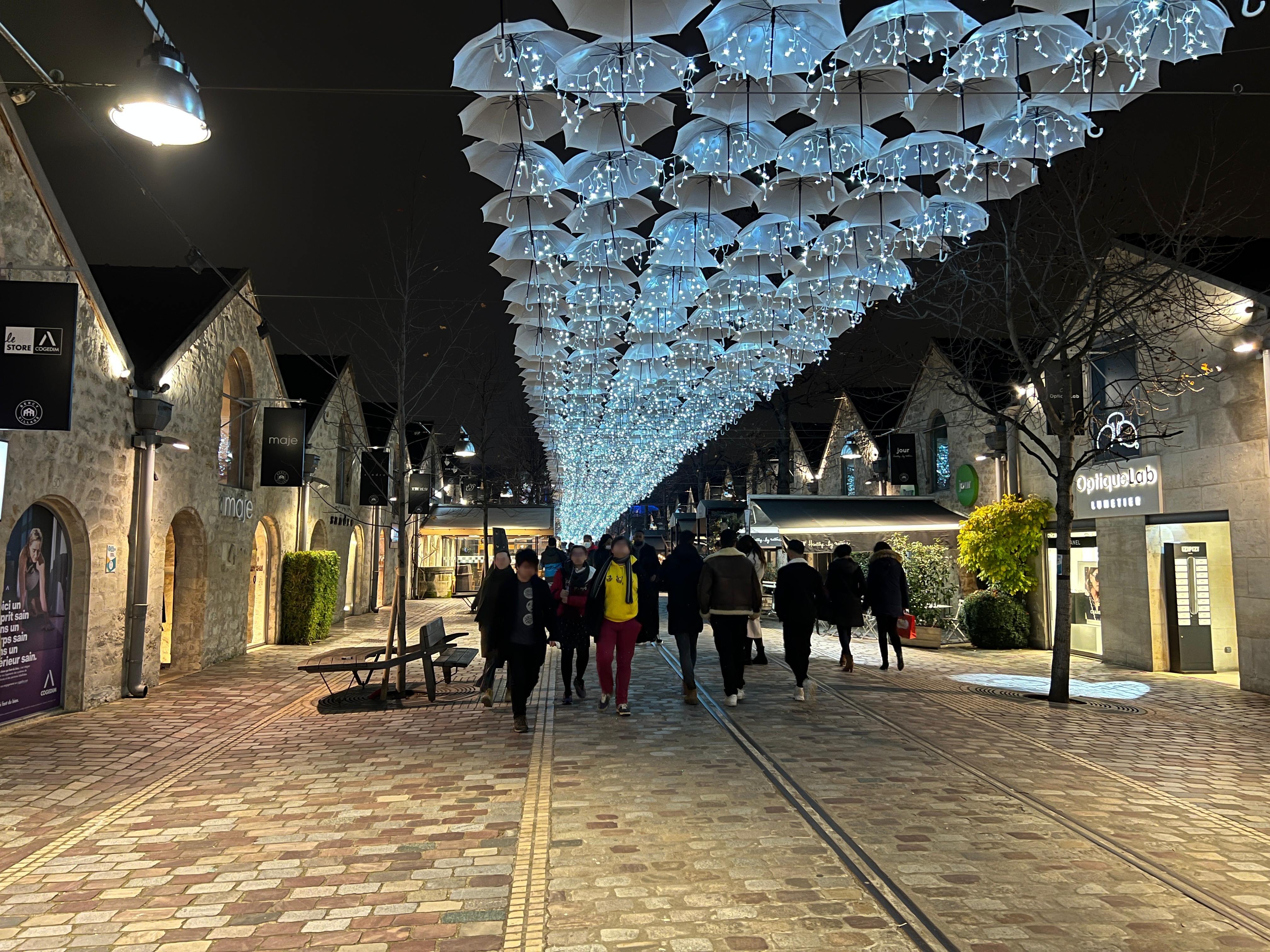
Bercy Village

В округе преобладает сфера услуг, в том числе розничная торговля, общественное питание, туризм, транспортные, медицинские, деловые и финансовые услуги (включая юридические, консалтинговые, бухгалтерские, инженерные и дизайнерские услуги, операции с недвижимостью).
Важные деловые районы расположены между площадью Бастилии и Лионским вокзалом; между улицей Берси и набережной Рапе; вдоль авеню генерала Мишеля Бизо. В округе базируются транспортная группа Régie autonome des transports parisiens (RATP), оператор по сбору и переработке твёрдых отходов Derichebourg, фармацевтическая компания Euroapi, биотехнологическая компания Nanobiotix, авиакосмическая компания LISI Aerospace, кинокомпания MK2, а также технологический центр группы Crédit Agricole. Возле парка Берси находится большой торгово-развлекательный центр Bercy Village, рядом с ним расположен гипермаркет Metro. 
В округе имеется несколько престижных отелей, в том числе Mercure Paris Gare de Lyon, Courtyard Paris Gare de Lyon, Novotel Paris Gare de Lyon, Holiday Inn Paris Gare de Lyon Bastille, Appart City Collection Paris Gare de Lyon, Novotel Paris Centre Bercy, Pullman Paris Centre Bercy, Adagio Paris Bercy Village, Le 209 Paris Bercy, Best Western Allegro Nation, Best Western Plus 61 Paris Nation, Maison Traversière и Hotel Parisianer.
Ежегодно Парижская мэрия проводит в Венсенском лесу Тронную ярмарку — старейшую и крупнейшую передвижную ярмарку во Франции, основанную в 957 году. Вокруг площади Алигре расположены крытый рынок Бово и уличный рынок Алигре, на которых продают свежие овощи, фрукты, рыбу и мясо, а также специи, сухофрукты, орехи, цветы и сыры. Важной торговой артерией округа является улица Фобур-Сен-Антуан; от неё отходит пассаж Шантье, известный своими магазинами антикварной мебели. На бульваре Дидро расположен конференц-зал Espaces Diderot. Набережные Порт Арсенала и Порт Рапе служат причалами для яхт и прогулочных лодок, а Порт Берси — для барж, разгружающих строительные материалы для цементного завода Lafarge, а также для туристических судов. 

### Железнодорожный транспорт

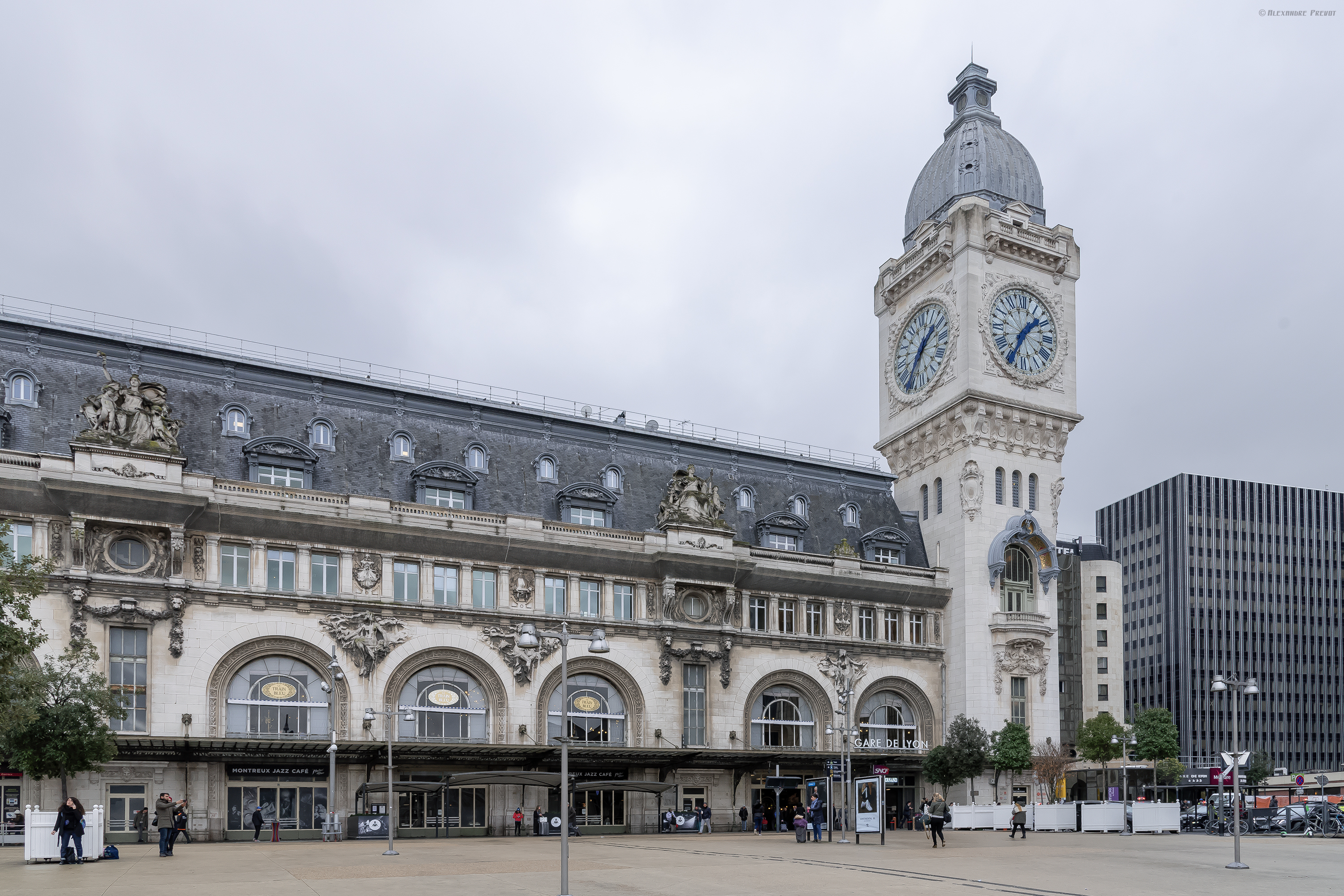
Лионский вокзал

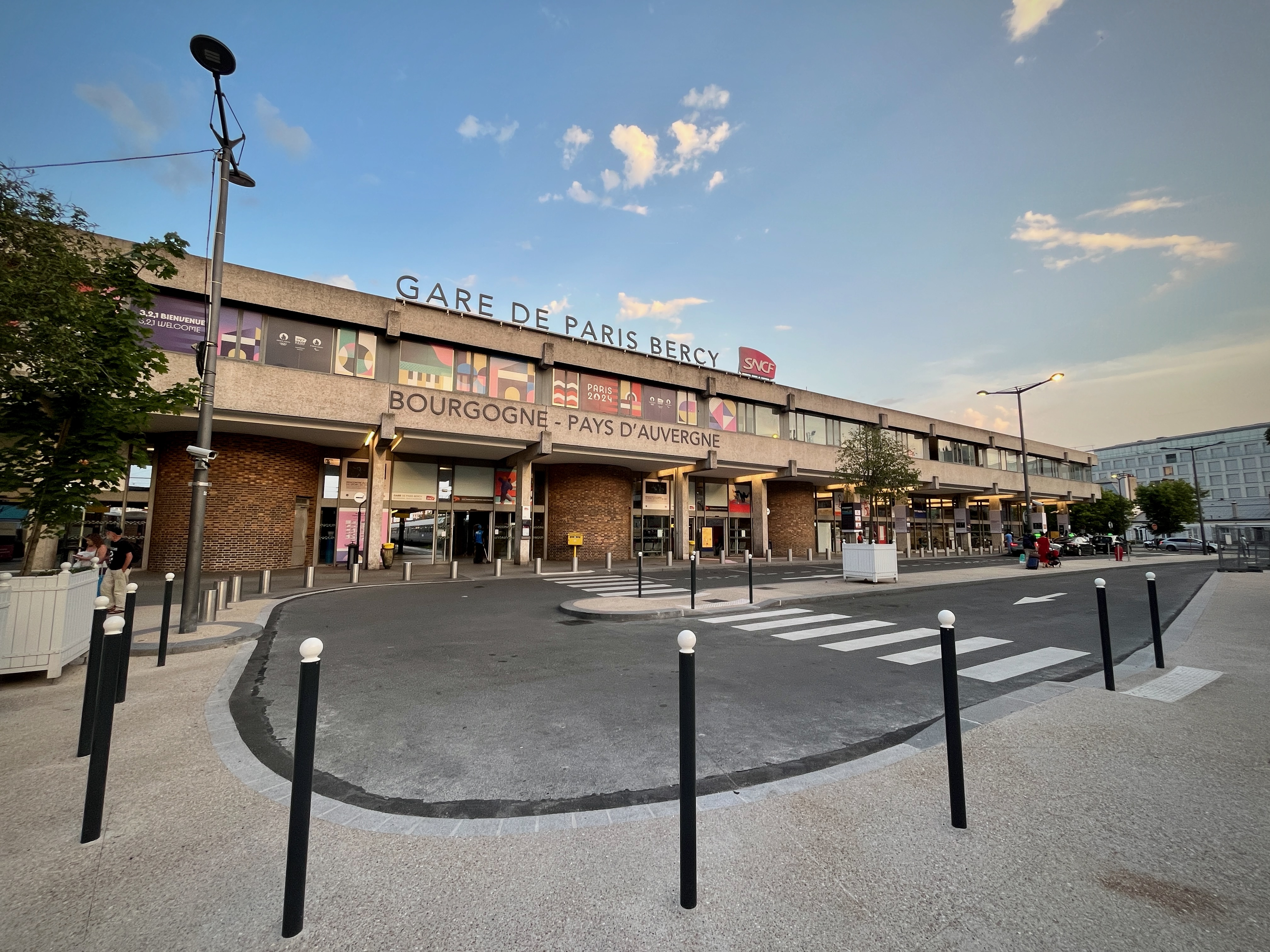
Вокзал Берси

В округе расположен Лионский вокзал (Гар-де-Льон), который принимает как региональные электрички из Центра, Долины Луары, Бургундии и Франш-Конте, так и скоростные поезда из Лиона, Марселя, Ниццы, Швейцарии, Германии, Италии и Испании. В 1886—2003 годах отсюда к Французской Ривьере ходил «Синий экспресс». Большая фреска Лионского вокзала является историческим памятником.
Недалеко от Лионского вокзала находится вокзал Париж-Берси, который обслуживает поезда, следующие в регионы Бургундия — Франш-Конте и Овернь — Рона — Альпы, а также в Италию. Оба вокзала соединены с другими частями Парижа широкой сетью автобусных маршрутов.
Возле шоссе Периферик, на границе с коммуной Шарантон-ле-Пон, расположен логистический парк компании Geodis, входящей в состав холдинга SNCF.

### RER
Станция Лионского вокзала обслуживает линию A и линию D, а также линию S системы Transilien.

### Метрополитен
XII округ обслуживают следующие линии метрополитена:
- Линия 1
- Линия 2
- Линия 5
- Линия 6
- Линия 8
- Линия 9
- Линия 14

### Трамвай

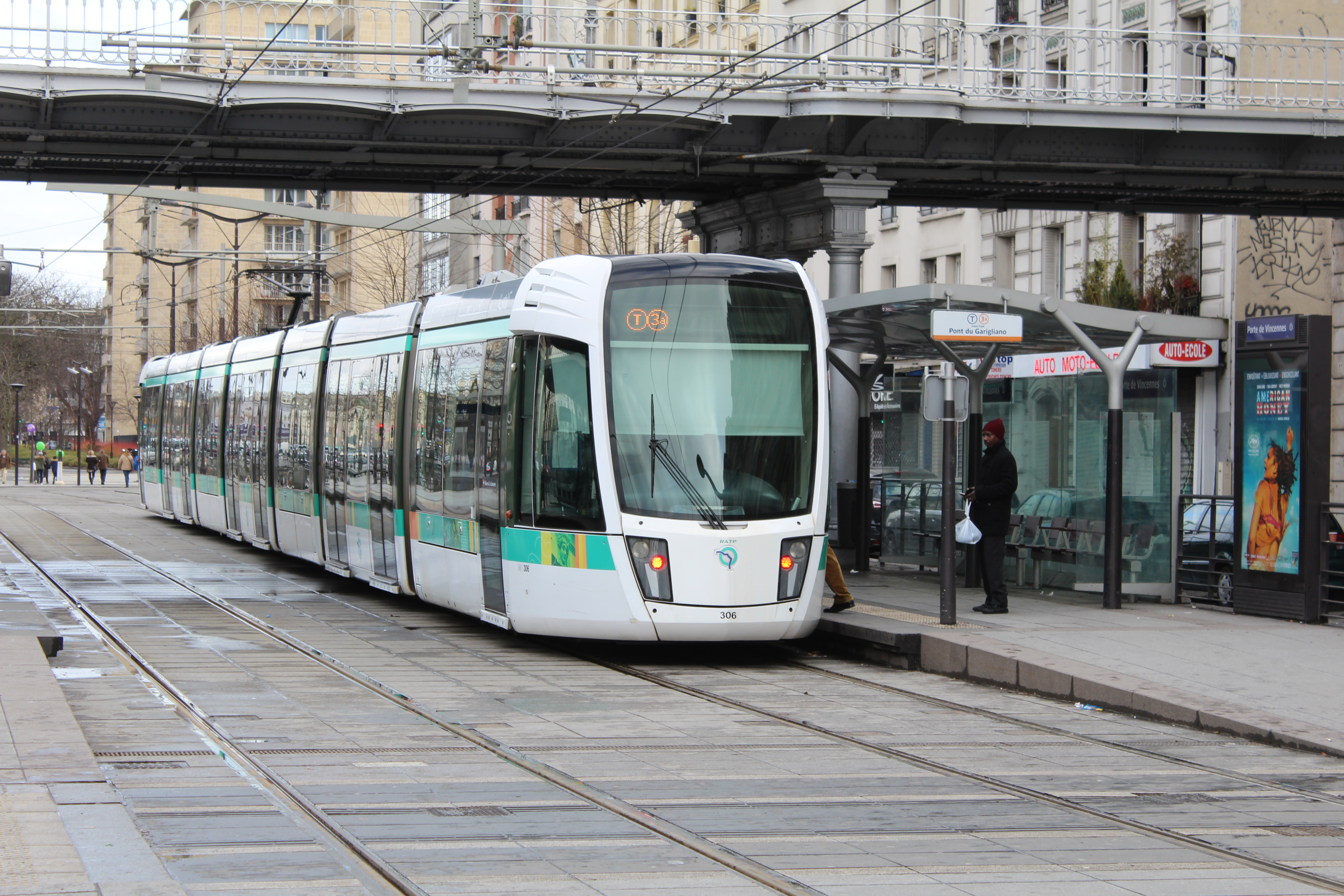
Остановка трамвая Порт-де-Венсен на линии 3а

В округе действует одна линия парижского трамвая — Линия 3а, которая у станции метро Порт-де-Венсен пересекается с Линией 3b.

### Улицы и площади

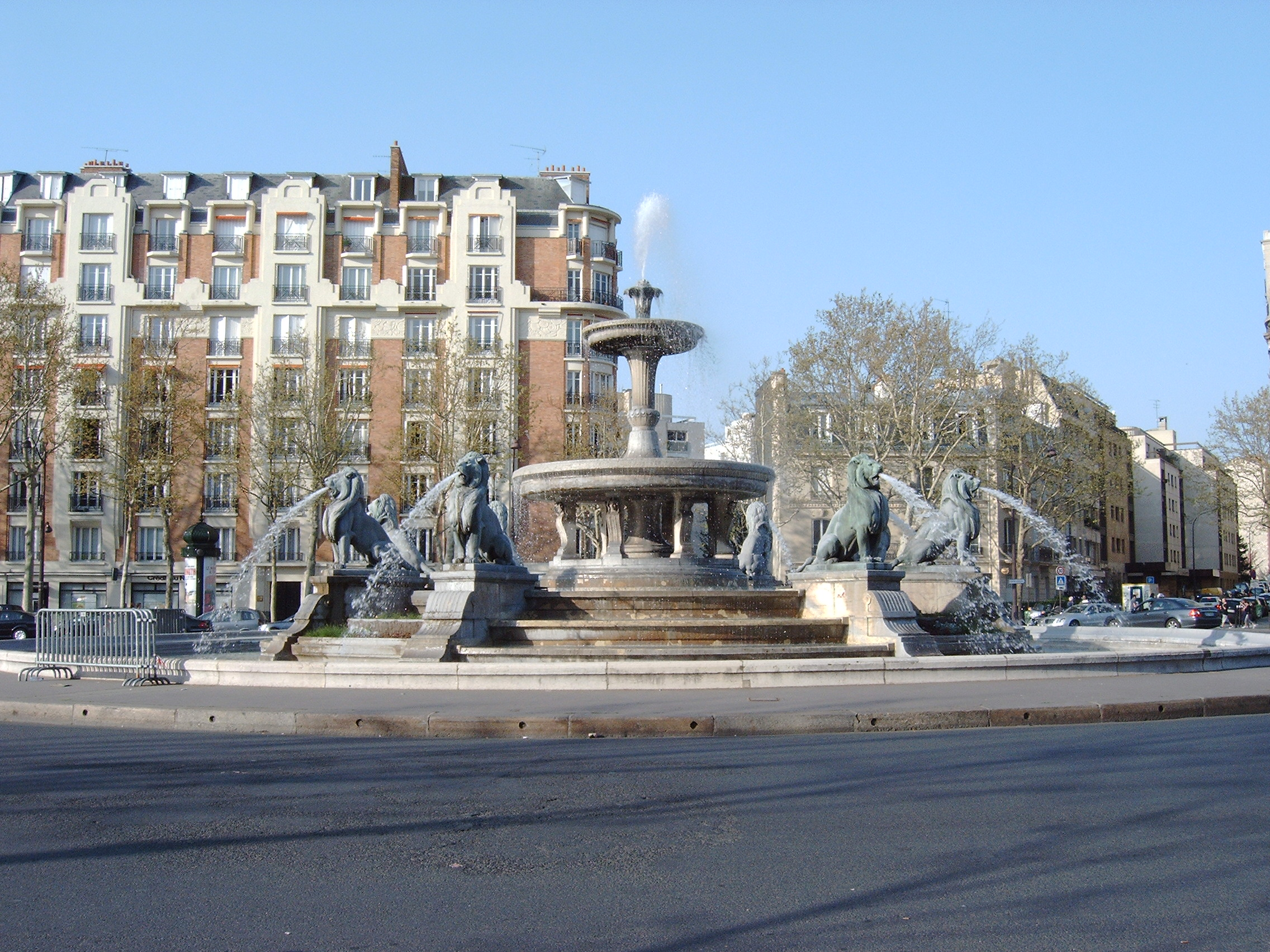
Фонтан на площади Феликса Эбуэ

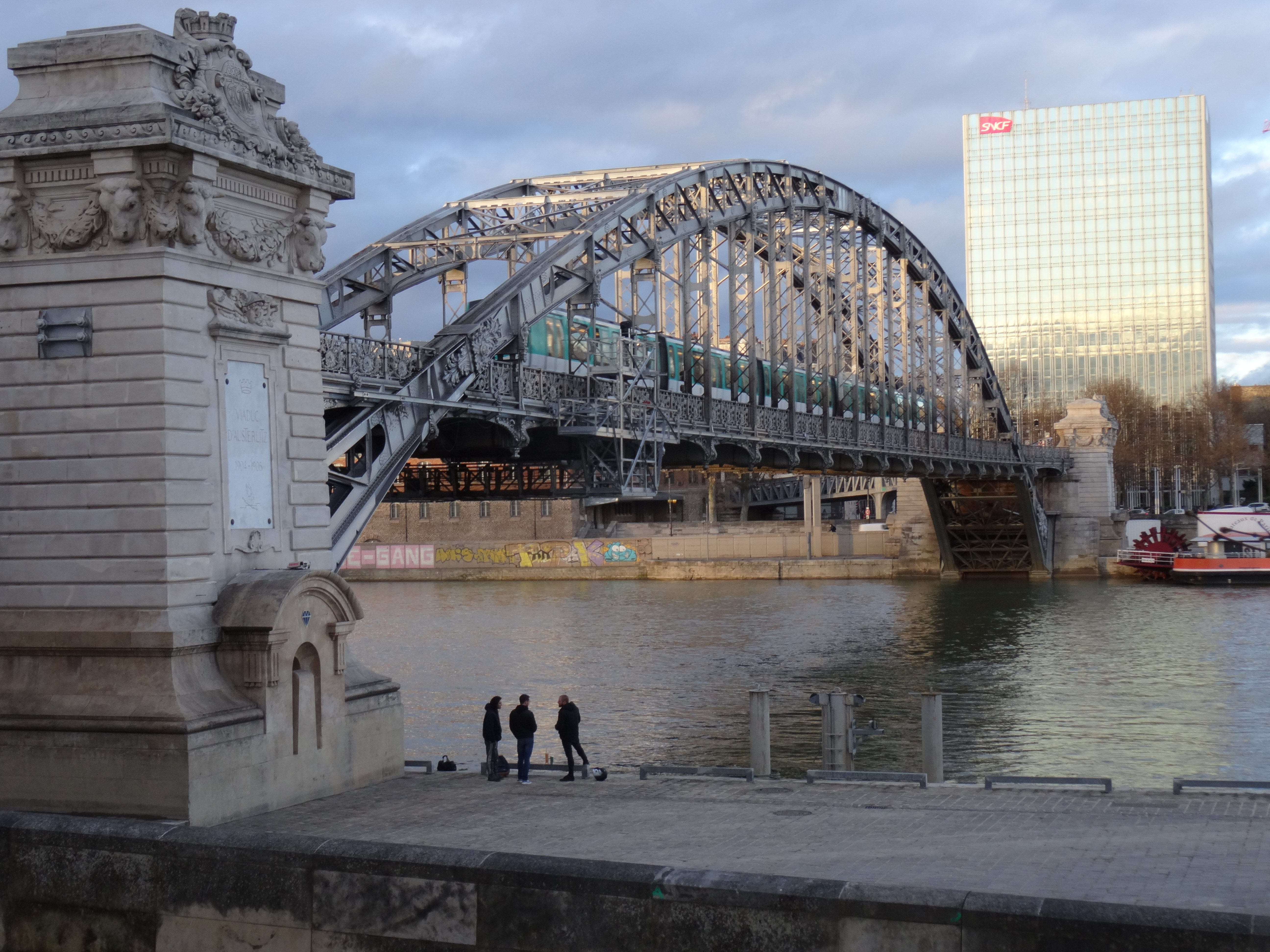
Аустерлицкий виадук

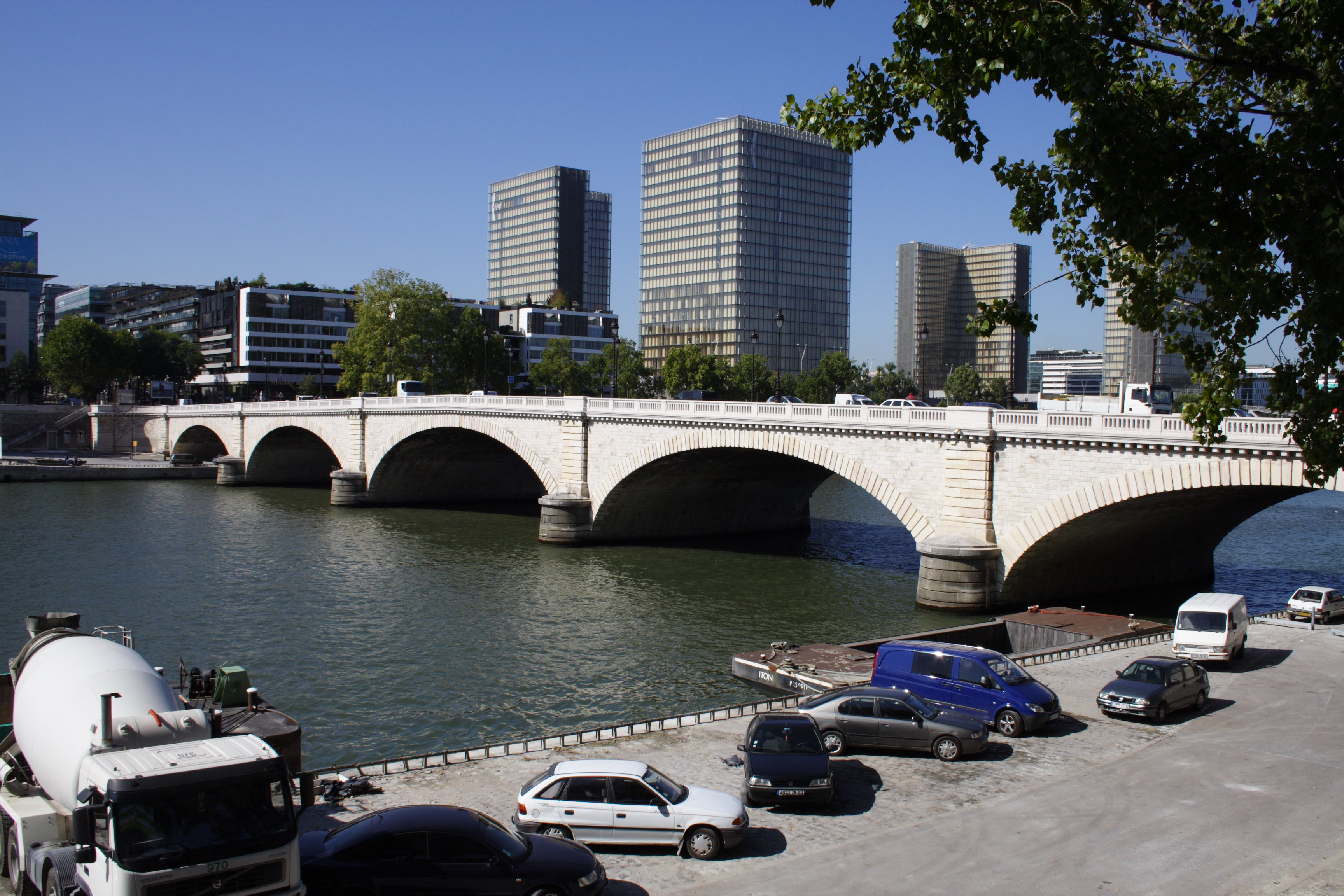
Мост Тольбиак

- Площадь Бастилии
- Площадь Нации
- Площадь Феликса Эбуэ
- Бульвар Периферик
- Бульвар Пикпюс
- Бульвар Берси
- Бульвар Дидро
- Бульвар Бастилии
- Бульвар Понятовского
- Бульвар Сульта
- Бульвар Карно
- Бульвар Рёйи
- Гайанский бульвар
- Авеню Бель-Эр
- Авеню Домениль
- Авеню Ледрю-Роллена
- Набережная Берси
- Набережная Рапе
- Улица Шарантон

### Мосты
- Аустерлицкий виадук
- Мост Аустерлиц
- Мост Шарля де Голя
- Мост Берси
- Мост Тольбиак
- Мост Насьональ
- Верхний мост
- Мост Маза
- Мост Морлана
- Пешеходный мост Симоны де Бовуар
- Пешеходный мост Морне
- Пешеходный мост Андре Лео

## Культура

Опера и площадь Бастилии

В XII округе расположено несколько известных музеев, библиотек, театров, концертных залов и культурных центров Парижа:
- Опера Бастилия
- Театр Солнца[фр.]
- Театр Аквариум[фр.]
- Театр Темпет[фр.]
- Театр Деревянного меча[фр.]
- Кинотеатр UGC Ciné Cité Bercy[фр.]
- Студия Каролин Карлсон / Центр развития хореографии
- Библиотека университета Новая Сорбонна
- Синематека университета Новая Сорбонна
- Французская синематека
  - Музей кино
- Музей иммиграции
- Музей ярмарочного искусства[фр.]
- Медиатека Элен Берр
- Виадук искусств[фр.]

Ежегодно в Цветочном парке Парижа (территория Венсенского леса) проводятся Парижский джазовый фестиваль и фестиваль комиксов Paris Comics Expo.

## Образование и наука

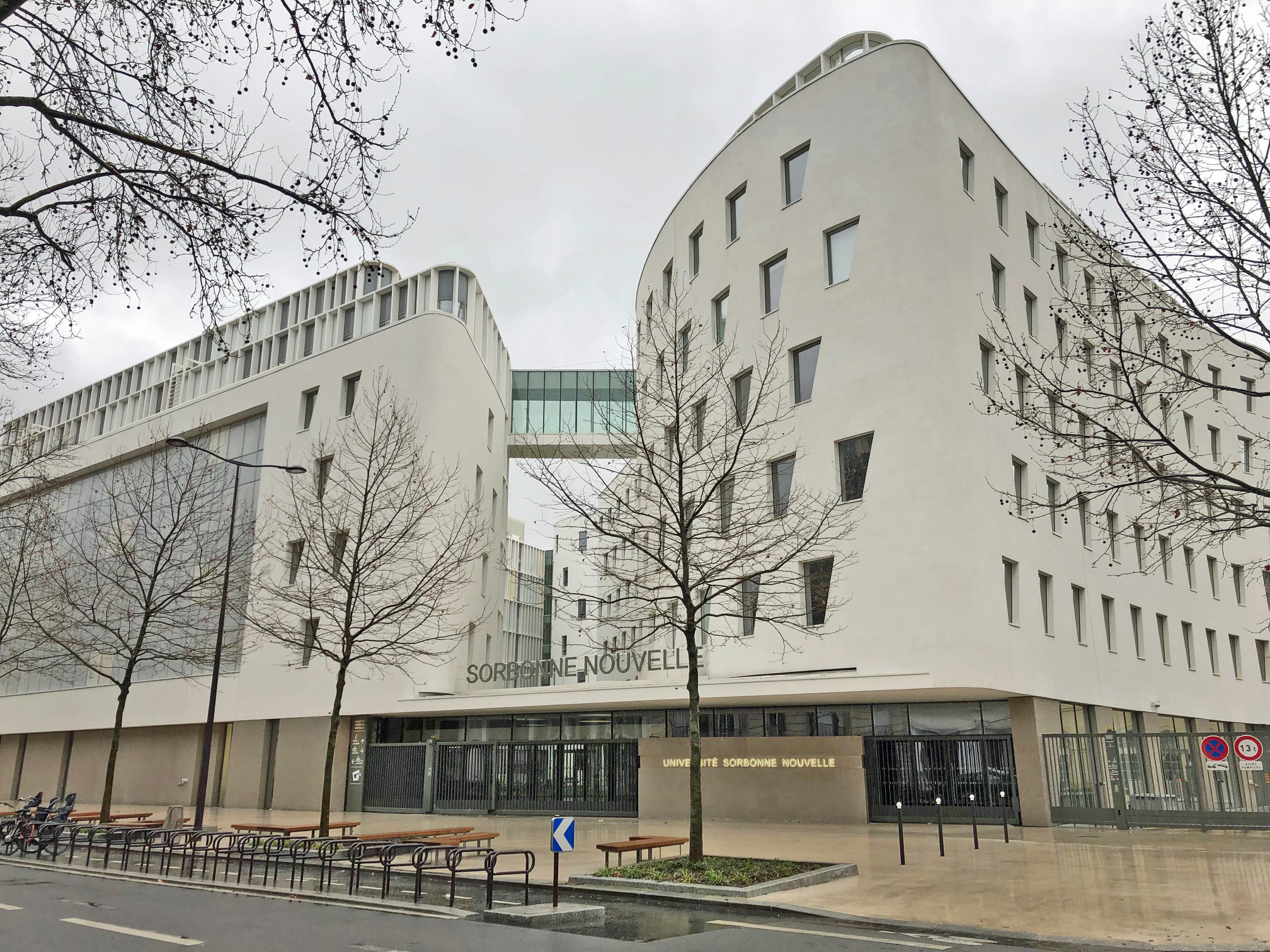
Кампус Насьон университета Новая Сорбонна

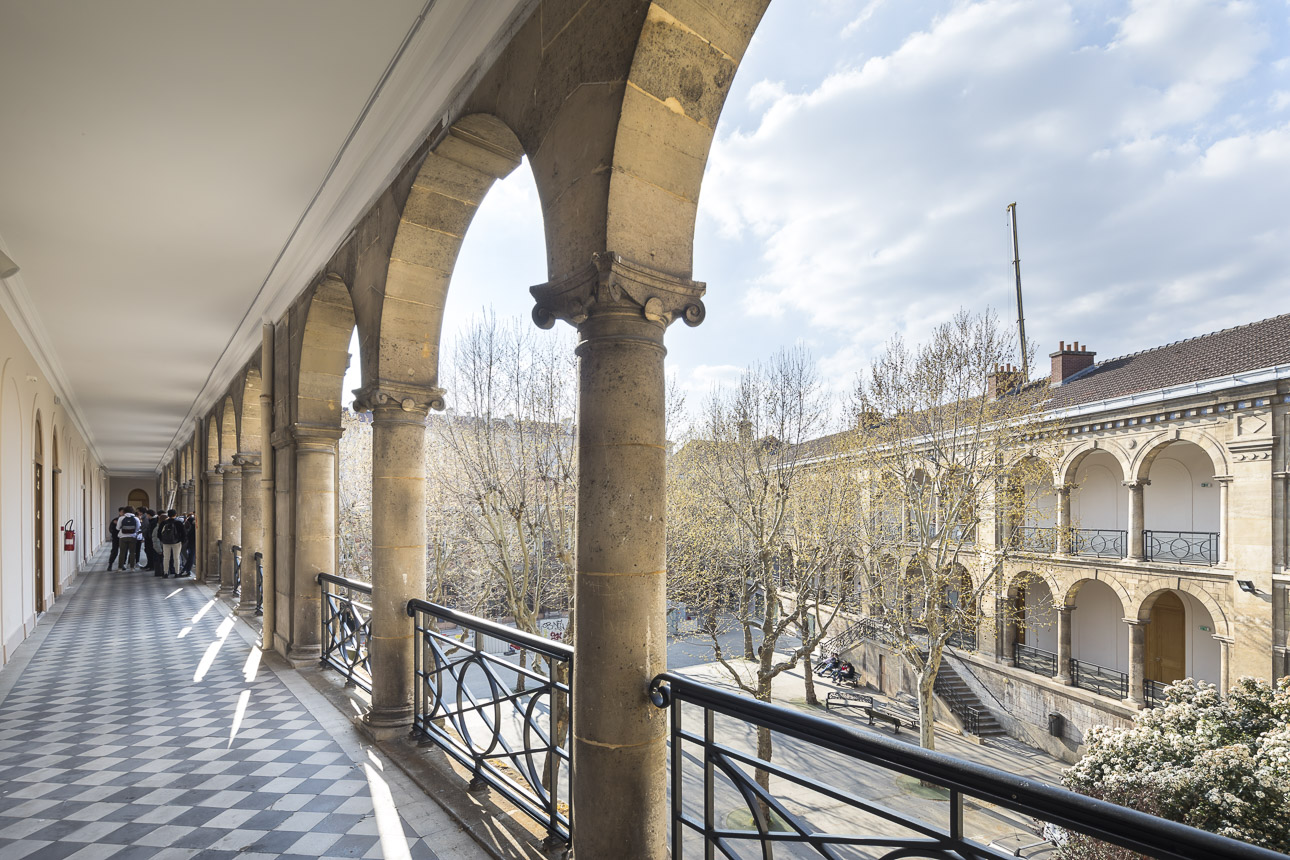
Лицей Араго

XII округ является важным научно-образовательным центром Парижа, здесь расположены университетский кампус Насьон и ряд престижных учебных и научных учреждений: 
- Лицей Араго[фр.]
- Лицей Поля Валери[фр.]
- Лицей Сен-Мишель-де-Пикпюс[фр.]
- Лицей Элизы Лемонье
- Университет Новая Сорбонна
  - Институт общей и прикладной лингвистики и фонетики[фр.]
  - Высшая школа устных и письменных переводчиков[фр.]
- Центр подготовки журналистов[фр.] университета Пантеон-Ассас
  - Школа W[фр.]
- Высшая школа кинематографических исследований[фр.]
- Высшая школа Буля[фр.]
- Школа садоводства Дю-Брея[фр.]
- Парижская ферма[фр.]
- Региональный учебный центр полиции[фр.]
- Институт зрения[фр.]
- Институт животноводства[фр.]
- Фонд Луи Де Бройля[фр.]

## Достопримечательности

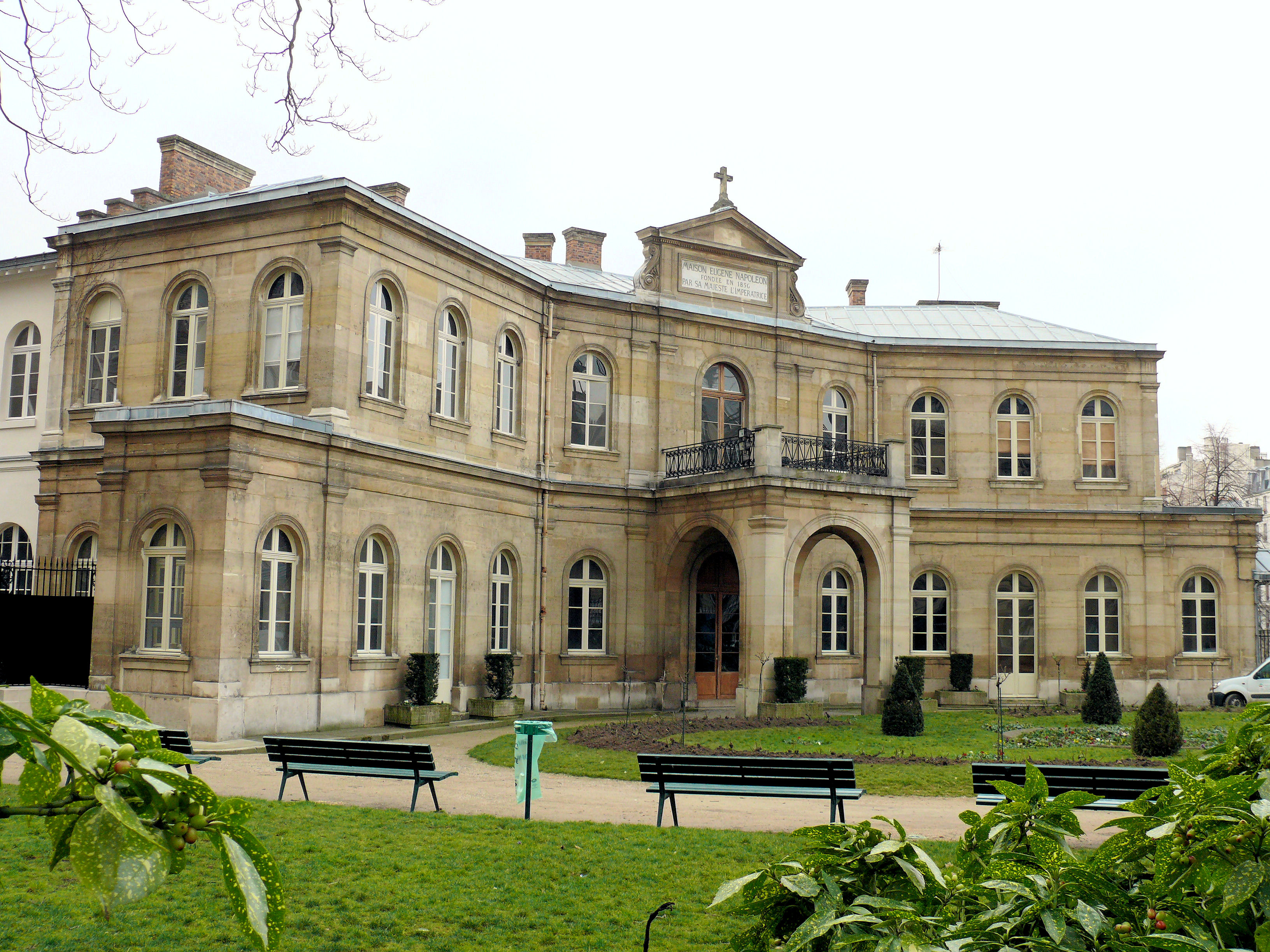
Здание фонда Евгении Наполеон

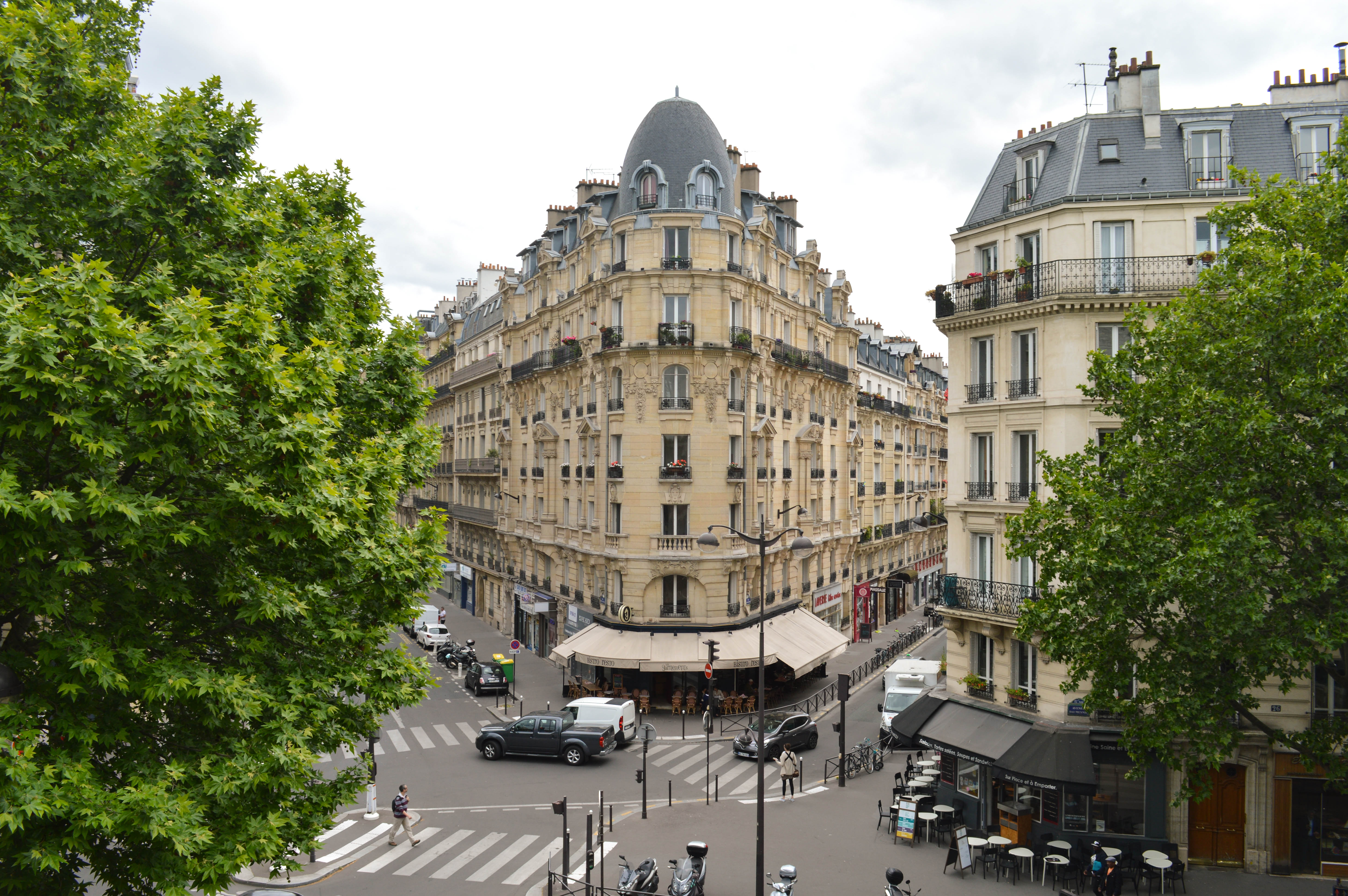
Типичная застройка округа

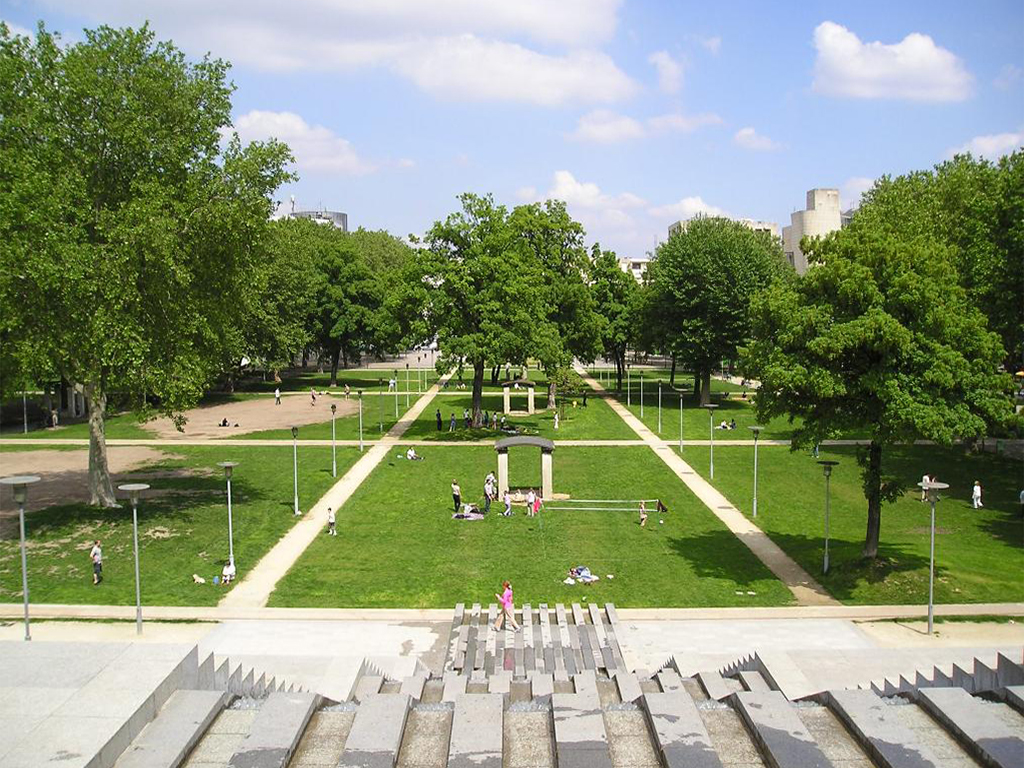
Парк Берси

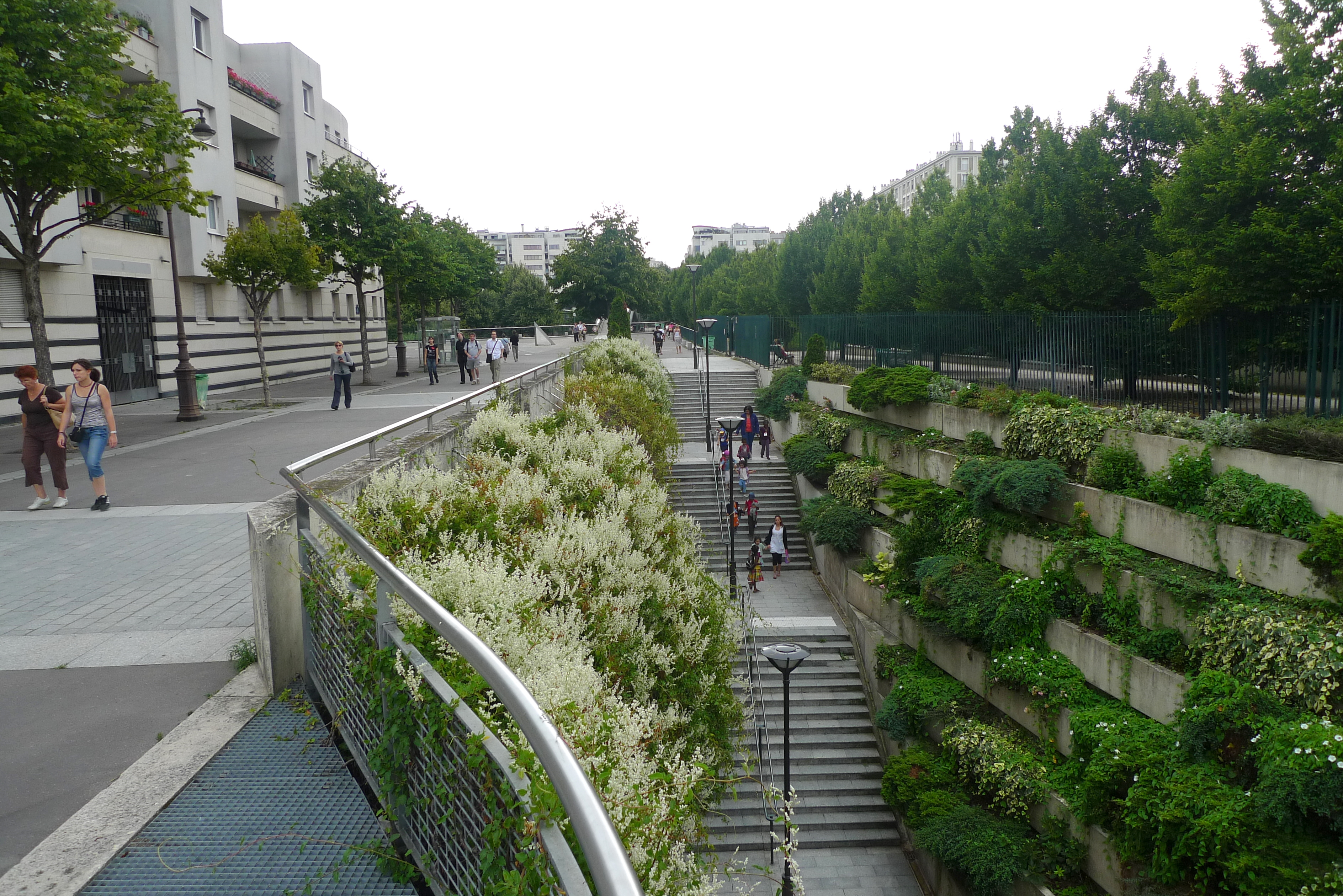
Зелёный коридор Рене Дюмона

### Дворцы и особняки
- Дворец Порт-Доре
  - Аквариум дворца Порт-Доре[фр.]
- Фонд Евгении Наполеон[фр.]
- Вокзал Рёйи[фр.]

### Храмы
- Церковь Святого Духа[фр.]
- Церковь Непорочного Зачатия[фр.]
- Церковь Нотр-Дам-де-ла-Нативите в Берси[фр.]
- Церковь Сен-Антуан-де-Кенз-Вэн[фр.]
- Церковь Сен-Элуа[фр.]
- Часовня Богоматери Мира в Пикпюсе[фр.]
- Венсенская пагода
- Буддийский центр Кагью-Дзонг[фр.]
- Синагога Шивтэй Израэль[фр.]

### Парки и сады
- Венсенский лес
  - Венсенский зоопарк
  - Парижский дендрарий[фр.]
  - Парижский цветочный парк[фр.]

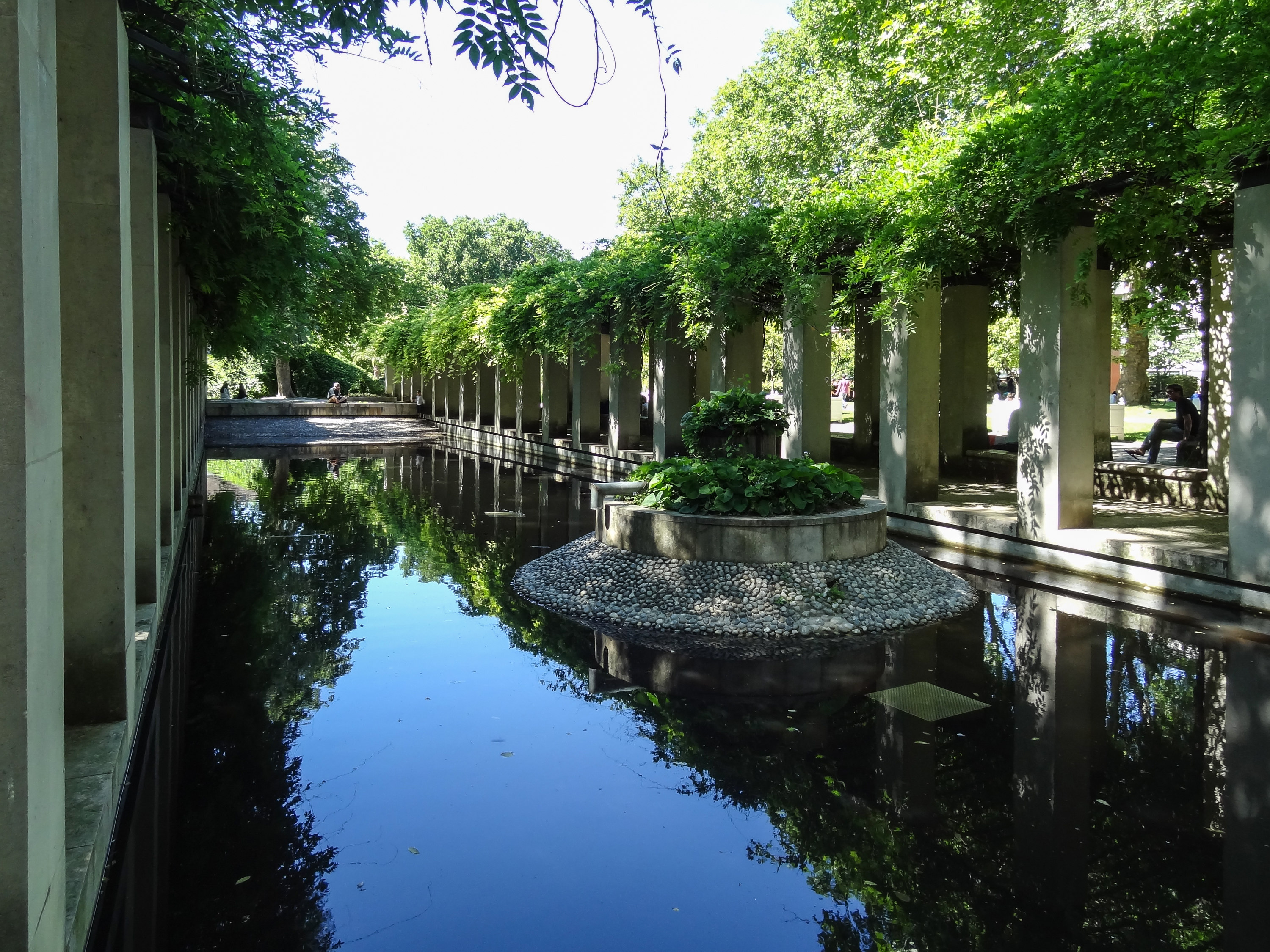
Сад Ицхака Рабина

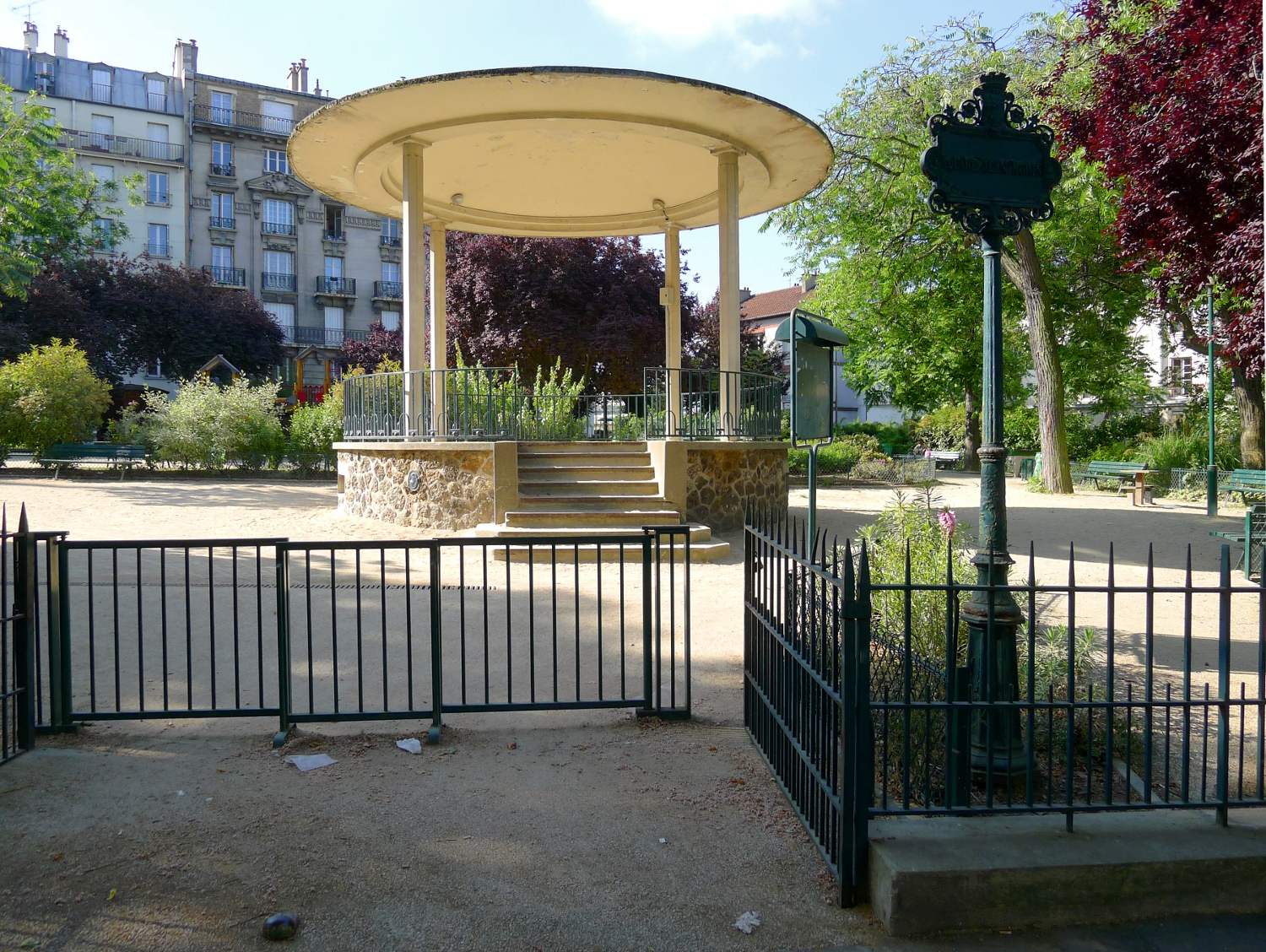
Сквер Жана Морена

  - Парижский сад тропической агрономии[фр.]
  - Сквер Карно[фр.]
- Парк Берси
- Зелёный коридор Рене Дюмона[фр.]
- Сад Порт-де-л’Арсенал[фр.]
- Сад императрицы Евгении[фр.]
- Сад Рёйи — Поля Пернина[фр.]
- Сад Гар-де-Рёйи[фр.]
- Сад Мэри Кэссетт[фр.]
- Сад Ицхака Рабина[фр.]
- Сад Марианны[фр.]
- Сквер Ван Волленховена[фр.]
- Сквер Труссо[фр.]
- Сквер Альбера Турнера[фр.]
- Сквер Шарля Пеги[фр.]
- Сквер Куртелина[фр.]
- Сквер Эмиля Коля[фр.]
- Сквер Фредерика Россифа[фр.]
- Сквер Жоржа Мельеса[фр.]
- Сквер Жана Морена[фр.]

### Кладбища
- Кладбище Пикпюс
- Кладбище Берси[фр.]
- Кладбище Вальми[фр.]
- Южное кладбище Сен-Манде[фр.]
- Старое кладбище Шарантон-ле-Пон[фр.]

### Колонны и обелиски
- Июльская колонна
- Тронная застава[фр.]
- Пирамида Венсенского леса[фр.]

### Фонтаны

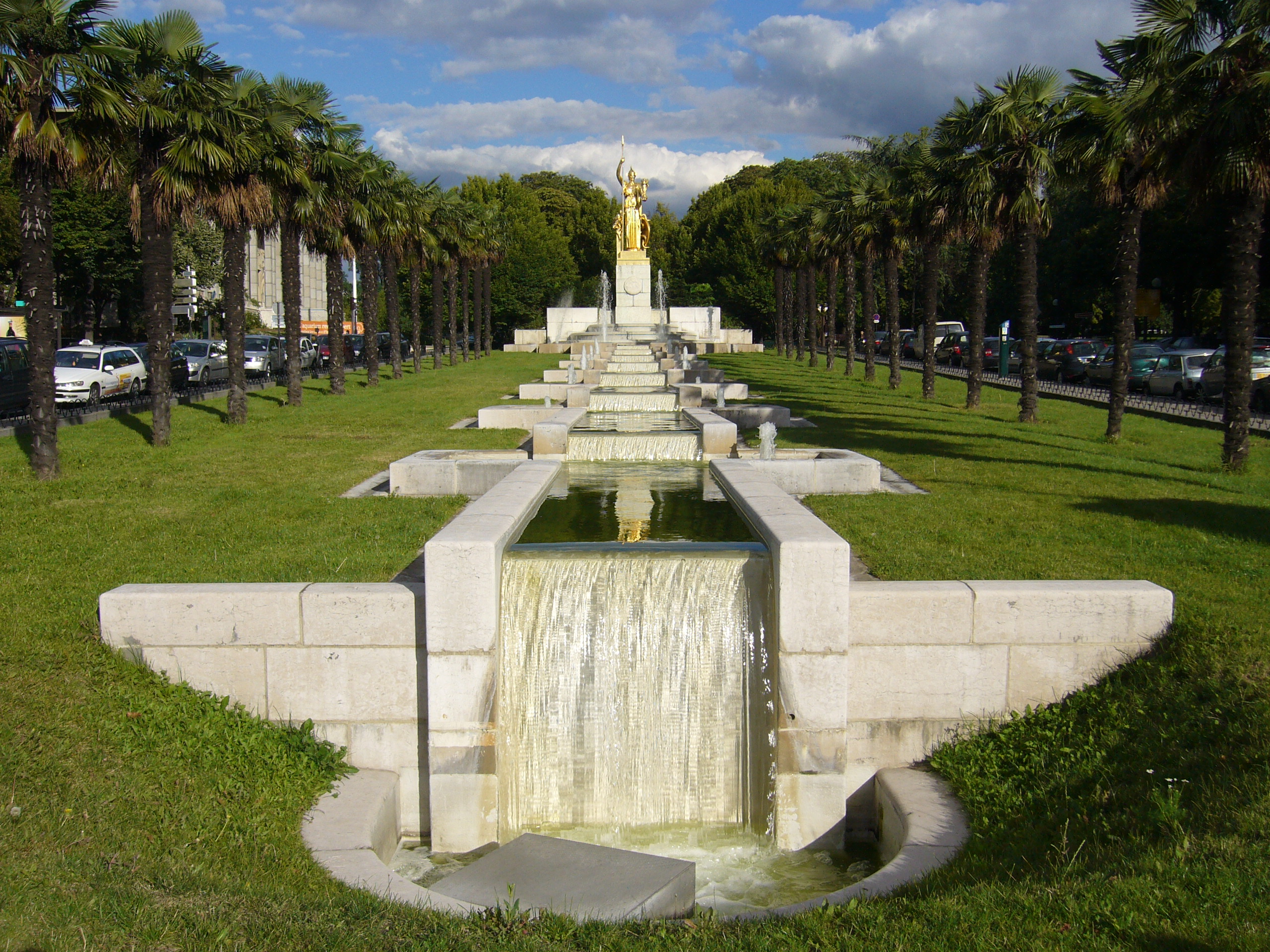
Фонтан Порт-Доре

- Фонтан Порт-Доре[фр.]
- Фонтан Водонапорная башня[фр.]
- Фонтан Каньонострат[фр.]

### Другие
- Гравельский редут[фр.]
- Казармы Рёйи[фр.]
- Бастион № 1[фр.]
- Ресторан «Синий экспресс»
- Малая мэрия[фр.]
- Улица Кремье[фр.]
- Памятник Триумф Республики[фр.]
- Монумент Чёрным солдатам, погибшим за Францию[фр.]
- Бизнес-центр Люмьер[фр.]

## Здравоохранение

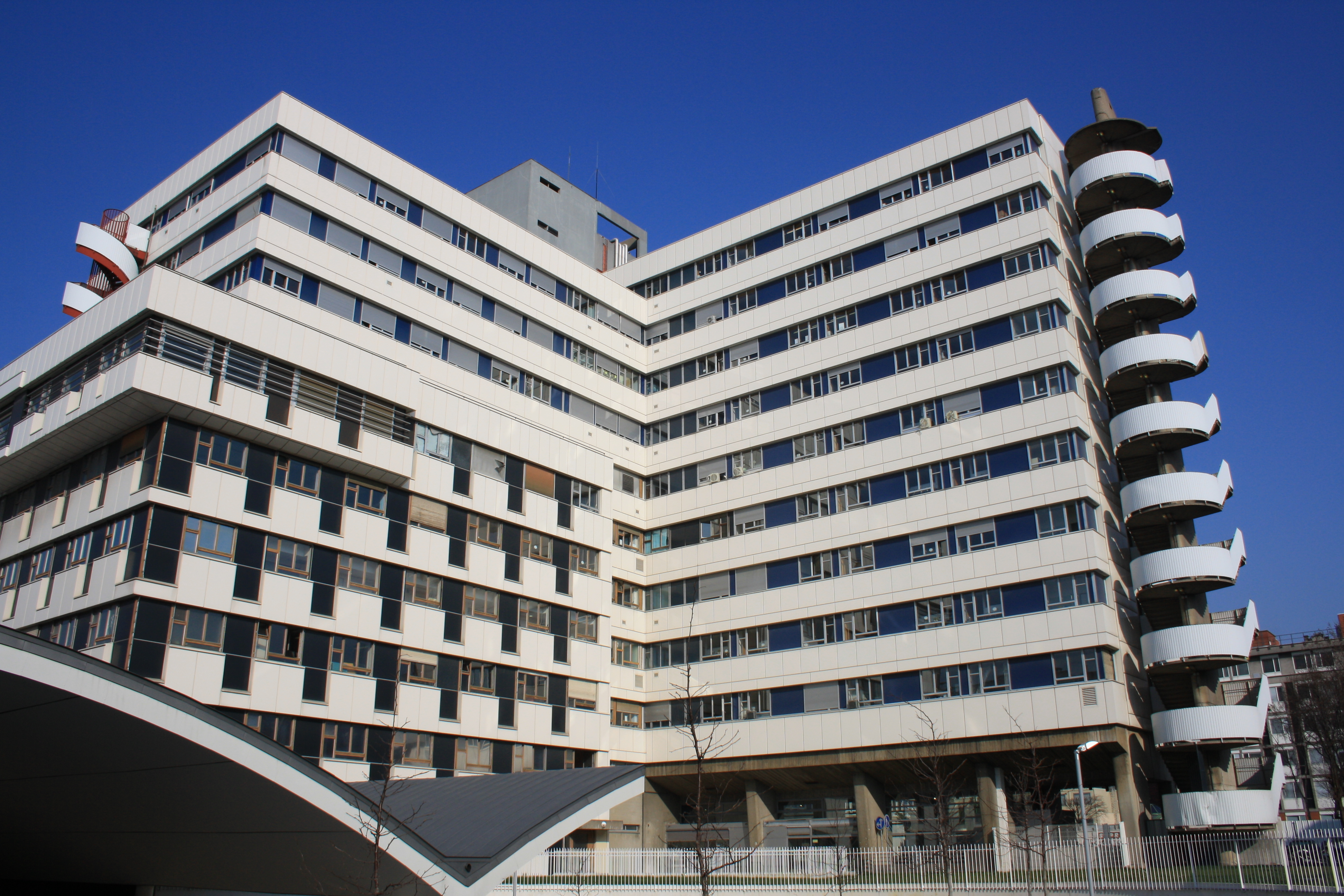
Больница Сен-Антуан

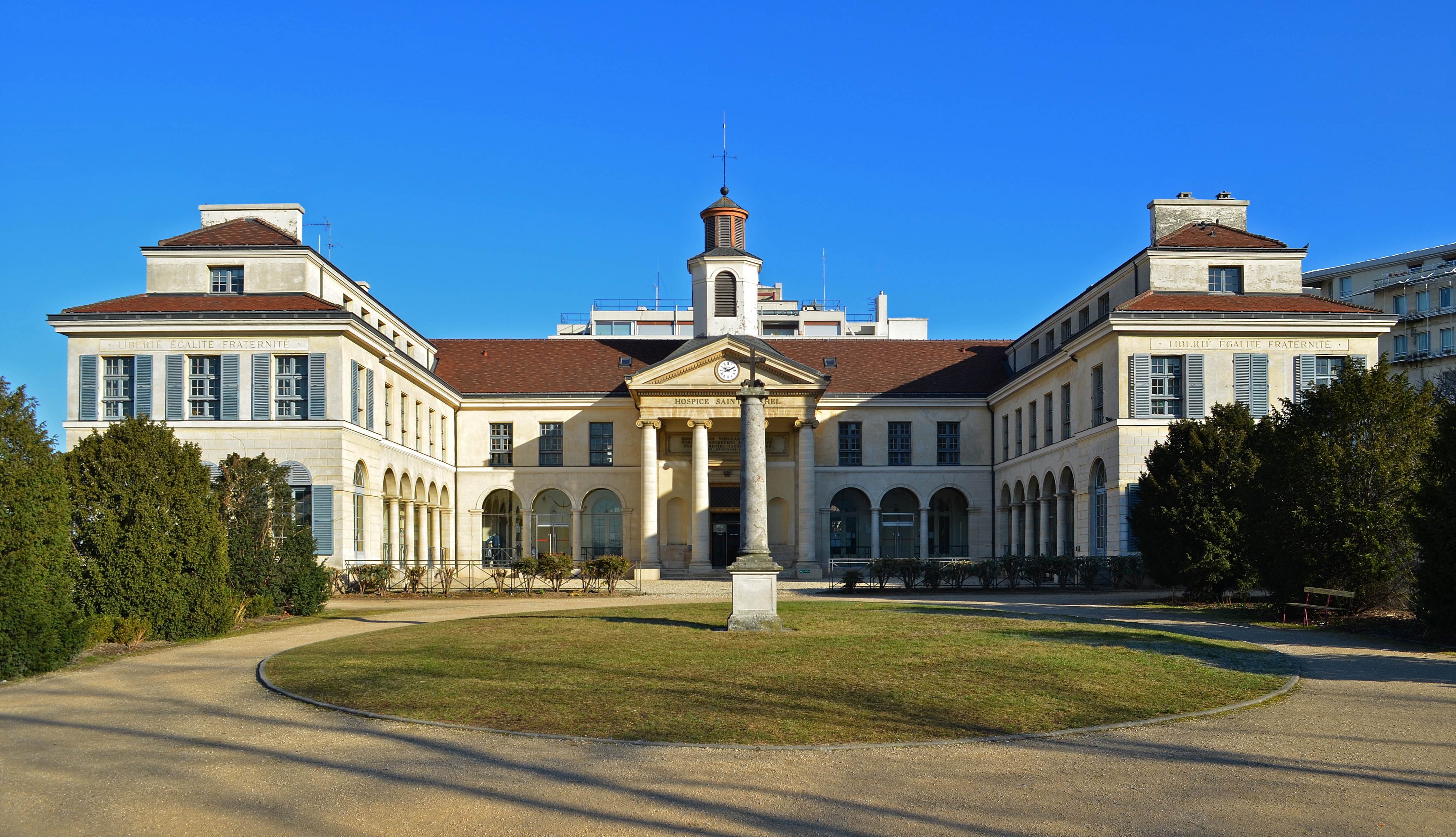
Хоспис Сен-Мишель

В округе базируется Assistance publique — Hôpitaux de Paris (AP-HP) — муниципальное учреждение общественного здравоохранения, которое управляет сетью университетских больниц Парижского региона; в нём работает более 100 тыс. человек, в том числе более 12 тыс. медиков и 4 тыс. интернов. 
Кроме того, XII округ является важным центром медицинских услуг, здесь расположено шесть крупных больниц, городской морг и хоспис:
- Больница Сен-Антуан[фр.]
- Больница Ротшильда[фр.]
- Больница Армана Труссо[фр.]
- Больница Пьера Рукеса[фр.]
- Больница Диакониссы Рёйи[фр.]
- Больница Кенз-Вэн[фр.]
- Хоспис Сен-Мишель[фр.]
- Парижский медико-юридический институт[фр.]

## Спорт

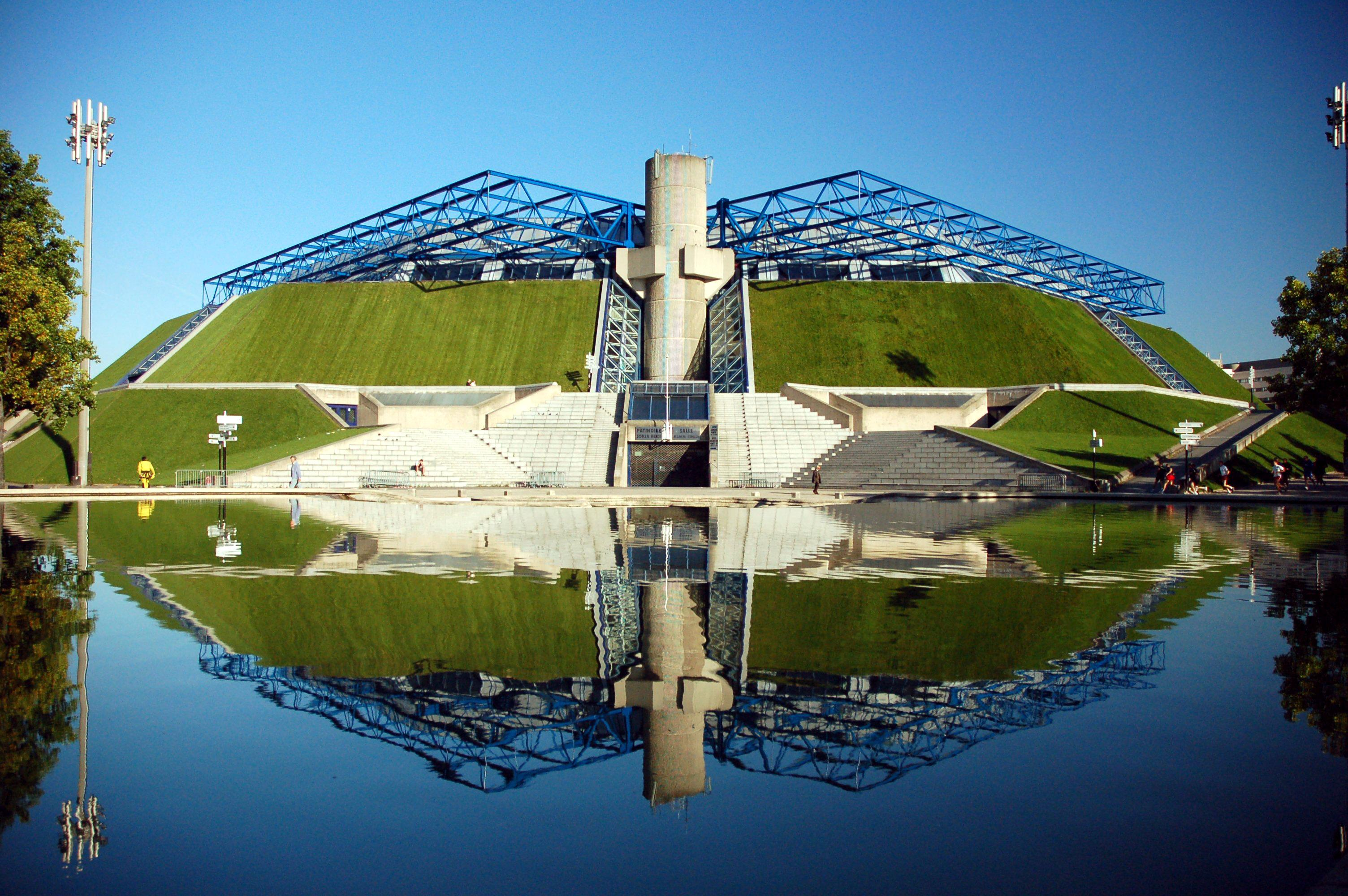
Аккор Арена

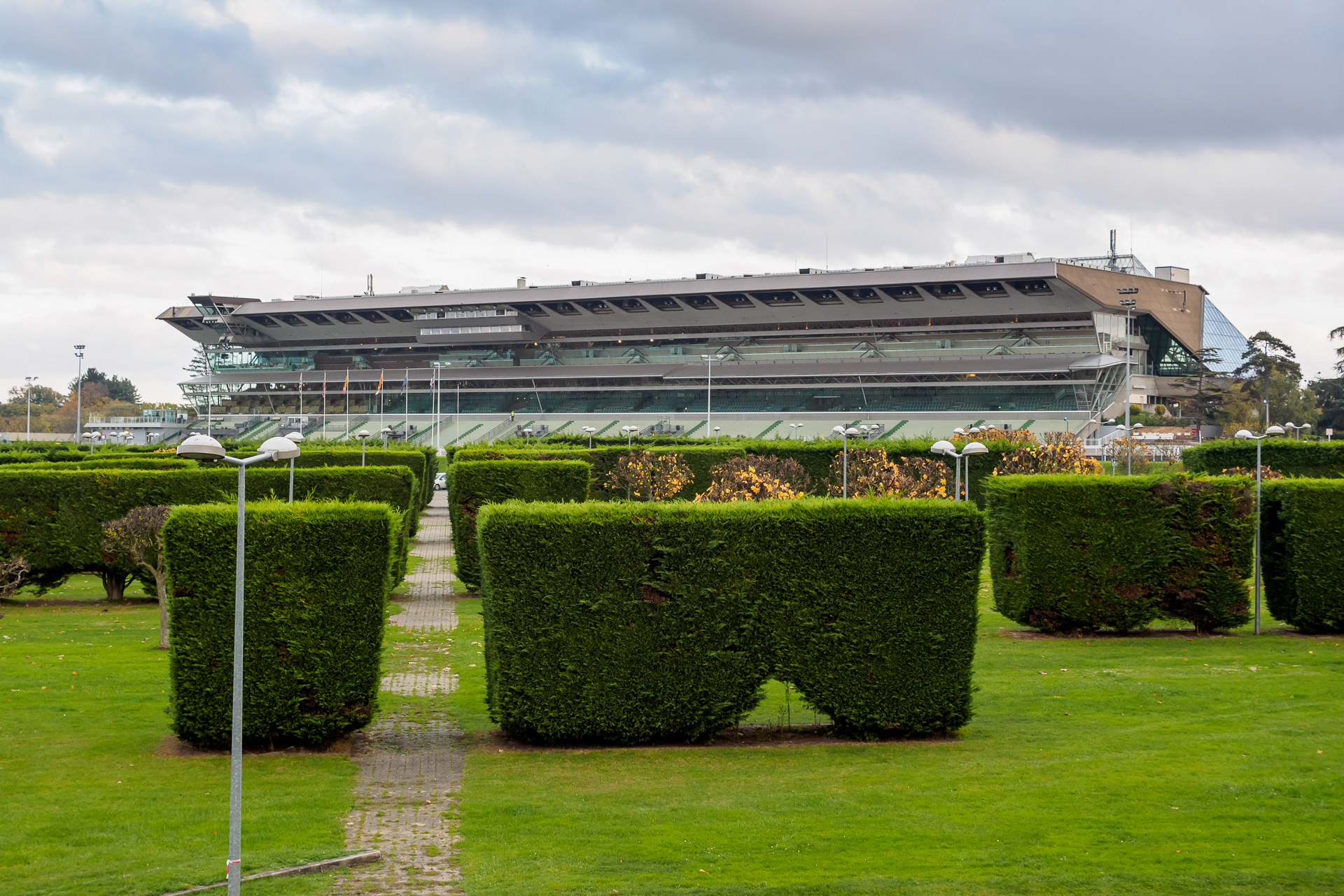
Венсенский ипподром

В Венсенском лесу базируются Национальный институт спорта, экспертизы и результативности и Французский паралимпийский комитет.
Большинство спортивных сооружений и площадок XII округа были капитально реконструированы к летним Олимпийским играм 2024 года. 
- Аккор Арена
  - Каток Сони Хени[фр.]
- Спортивный центр Алена Мимуна[фр.]
- Спортивный центр Лео Лагранжа
- Спортивно-культурный центр Ле-Шантье[фр.]
- Бассейн Роже-Ле-Галь[фр.]
- Венсенский ипподром[фр.]
- Венсенский велодром
- Стадион имени Джона Першинга

На «Аккор Арене» базируется хоккейный клуб Летающие французы Парижа, основанный в 1933 году. На этой арене, ранее известной как дворец спорта «Берси», регулярно проводятся теннисные турниры серии Paris Masters, а также проходили чемпионат мира по фигурному катанию (1989), чемпионат Европы по лёгкой атлетике в помещении (1994), чемпионат мира по лёгкой атлетике в помещении (1997), чемпионат мира по настольному теннису (2003), чемпионат Европы по лёгкой атлетике в помещении (2011), чемпионат мира по дзюдо (2011), чемпионат мира по карате (2012), соревнования по гимнастике, прыжкам на батуте и баскетболу на летних Олимпийских играх (2024).

## В искусстве
В XII округе Парижа происходили съёмки следующих фильмов и сериалов: «Сердцеед» (1937), «Через Париж» (1956), «Месть простофиль» (1961), «Человек из Рио» (1964), «Убийца в спальном вагоне» (1965), «Большая прогулка» (1966), «Последнее известное место жительства» (1970), «Последнее танго в Париже» (1972), «Никита» (1990), «В поисках кошки» (1996), «Вандомская площадь» (1998), «Амели» (2001), «Испанка» (2002), «Неуловимый» (2005), «Крёстные отцы» (2005), «Молодой лейтенант» (2005), «Не говори никому» (2006), «Мистер Бин на отдыхе» (2007), «Маленькие секреты» (2010), «9 месяцев строгого режима» (2013).